# 端午节

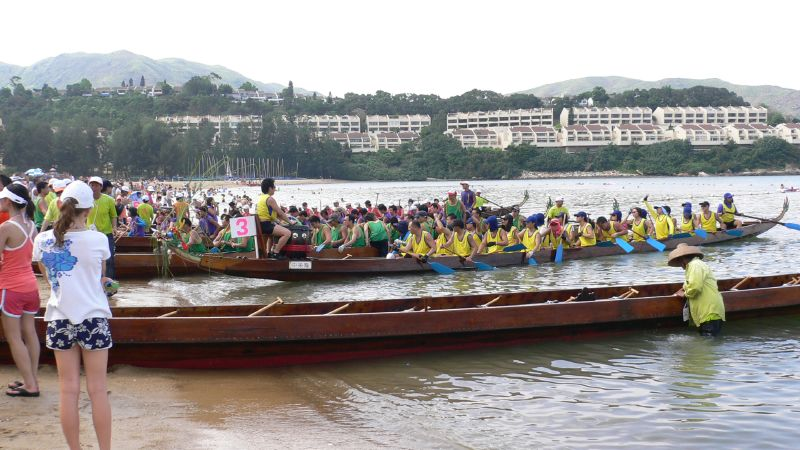
香港愉景灣的龍舟競渡

端午節是中國等漢字文化圈的傳統節日，定在每年農曆五月初五，是夏季送離五瘟神，驅除瘟疫的節日。是華人四大節日之一，與新春、中秋等節日同屬漢字文化圈的中國大陸、香港、澳門、台灣、新加坡、馬來西亞、日本列島、琉球群島、朝鮮半島、越南的重要傳統節日。2009年9月，联合国教科文组织正式批准将其列入《人类非物质文化遗产代表作名录》，端午节成为中國首个入选世界非物质文化遗产的节日。
根据广泛的传说，楚國愛國詩人屈原於這一日投汨羅江自盡，後以紀念屈原，因此有人稱其為詩人節。或谓是吳國忠臣伍子胥忌日。

## 历史

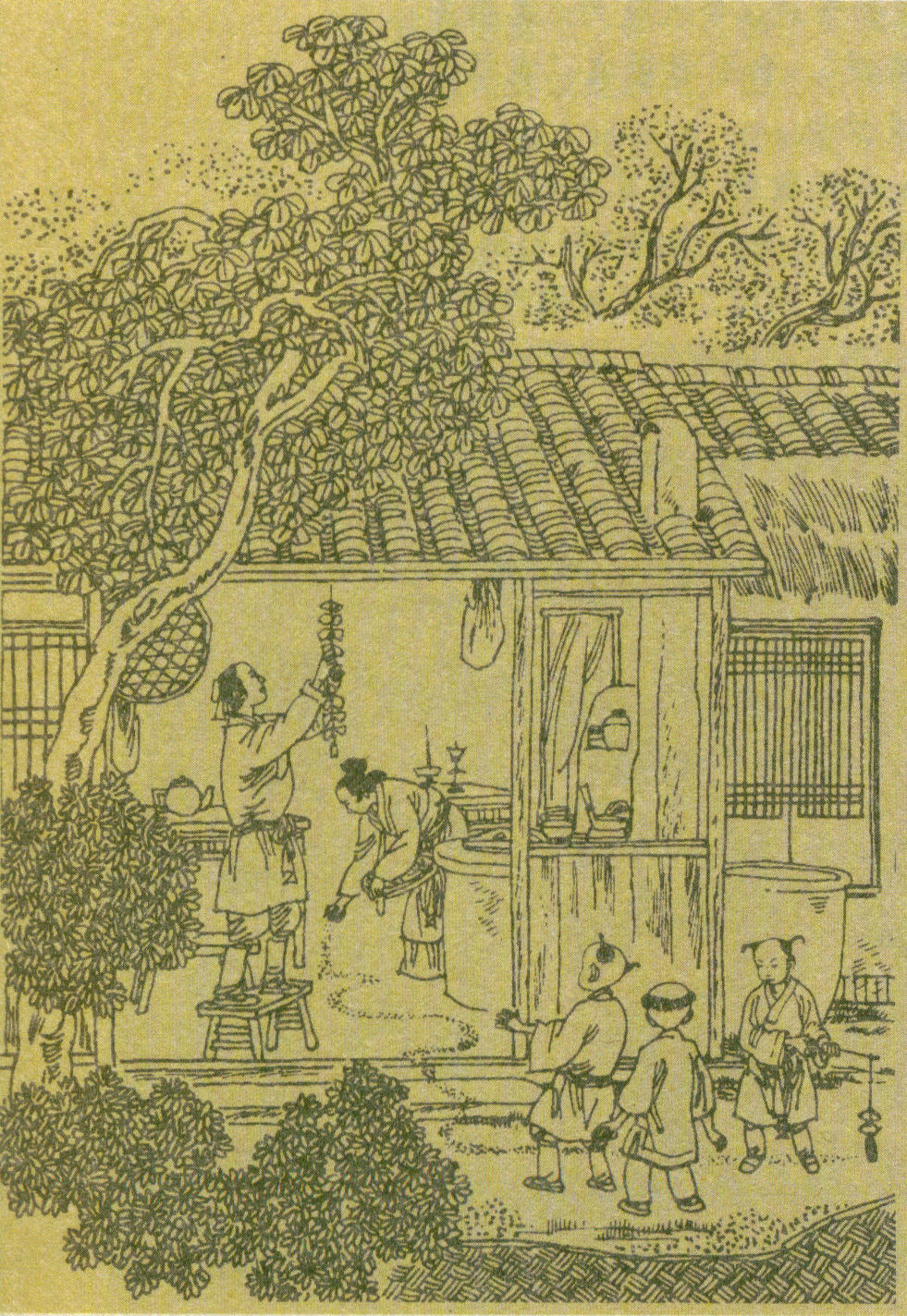
端午節撒灰除蟲是禳毒驅疫的習俗

### 由來
端午節名稱眾多，如龍舟節、重午節、端陽節、端五節、重五節、當五汛、天中節、夏節、艾節、上日、五月節、菖蒲節、天醫節、草藥節、午日節、地臘節、正陽節、龍日節、粽子節、五黃節、詩人節、躲午節、解粽節、端禮節等等。至於常見的「端午」一名，最早見於晉代周處的《風土記》「仲夏端五，烹鶩角黍」。原書已佚，引文的「五」或作「午」字。對先是「端午」還是「端五」有分歧的意見。有人認為「端五」先於「端午」，端午一詞要到唐代才出現。有人認為最初就是端午，端午節本是午月午日的「重午」，數字紀時取代干支後，才變作「重五」。對端字的解釋也有分歧，或認為端”字是“初始”的意思，因此“端五”指“初五”。而按照历法五月正是“午”月，因此“端五”也就渐渐演变成了现在的“端午”。也有人反對《初學記》等訓端為始將“端午”解釋為“第一個午日（或五日）”，而主張“端”是“正”的意思，並以端午又名天中節、正陽節為證。
端午節起源的說法眾多，較普遍的說法是紀念屈原或伍子胥，但不少習俗在屈原之前已經存在。端午節的習俗中又有惡日禁忌、划龍舟等相關內容，因此歷代流傳的端午習俗或許是融合多種起源而成。端午節不少習俗都有禳毒驅疫的意義，始於對「惡日」的禁忌。傳統上認為時值仲夏、疫厲流行的五月是「惡月」，人們在五月為了預防疫病，自上古即有不少清潔禳毒的措施。最遲於春秋時代成書的《夏小正》記載，上古之時人們於五月已有儲存蘭草作沐浴之用以及採穀物煮豆湯消暑的習俗。而這期間的活動也以安息靜養為主，《禮記·月令》就記載當時提倡在五月齋戒節欲。而「惡月」禁忌也特別多，如漢代應劭所著的《風俗通》就記載當時一些俗諺如「五月到官，至免不遷」、「五月蓋屋，令人頭禿」等反映了當時的禁忌。南朝蕭梁時期宗懍所著、介紹中國古代荊楚地區的歲時節令、風物故事的文集《荊楚歲時記》所載，五月在當時俗稱「惡日」，禁忌繁多，忌曬晾床、草蓆等用品和忌蓋屋。五月五日更是惡日之最，是一年中最不吉利的日子，因此要避邪。
除了驅瘟去疫之外，端午節不少習俗都與龍有關，闻一多《神话与诗》的《端午考》認為這些是迎涛神祭龍图腾的习俗，並主張端午節最初只是長江下游吳越人的節日。隋代杜台卿《玉燭寶典》中提到端午習俗，就指出競渡源自南方，又引吳地樂府詩《五月歌》描述五月吃粽子是吳地習俗，認為端午源於南方，後來才流傳至其他地區。而一些主要習俗如划龍舟和吃粽子也與龍圖騰信仰有關。相传古代吴越人认为自己是龙的传人，每年五月初五举行祭图腾仪式，以求来年风调雨顺、大丰收。他们把食物裹在树叶或装在竹筒中，投到江裏去。后来他们还有在这天划着独木舟拜访亲朋好友的做法。高兴时就即兴举行独木舟赛，慢慢演变成今天过端午节这种习俗。而傳統上五方都有各自代表的龍，也對應五行，所以「五」這個數字也是代表龍，端午常見的五色絲也是代表五方的龍。
至於端午節紀念屈原的習俗，最早的文字記載是南朝梁吳均的《續齊諧記》，書中記載屈原於五月初五投汨羅江自盡，楚人哀悼，就以竹筒貯米投進水中祭屈原，唐代的《襄陽風俗記》也指以竹和五色絲包粽子是為了避免祭屈原的食物被龍吃掉，但《史記》中並沒有記載屈原的忌日，而與吳均同時的宗懍所著之《荊楚歲時記》第卅節卻記載東吳地區地區的端午競渡，是為了迎接已被當時人們視為河神的伍子胥，與屈原無關。。而《蘇州府志.增補》也指端午的粽子是為了供奉伍子胥，而非屈原。除紀念屈原及伍子胥外，也有說法指端午節與其他歷史人物如越王勾踐、介子推等相關，當中屈原、伍子胥、勾踐都是南方人，聞一多以此推斷端午節俗源於南方。

### 發展

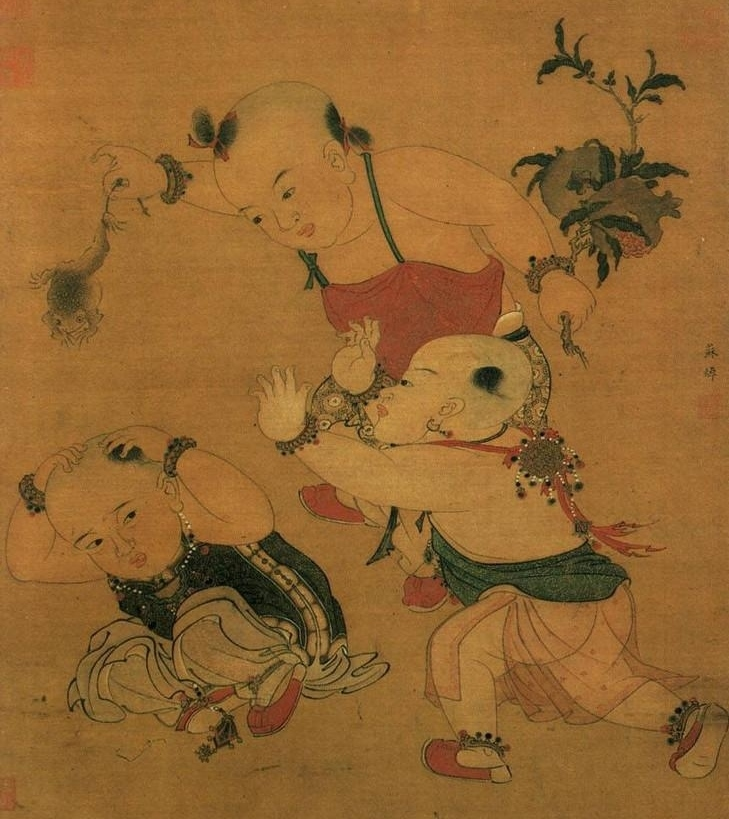
小孩於端午節捉蛤蟆

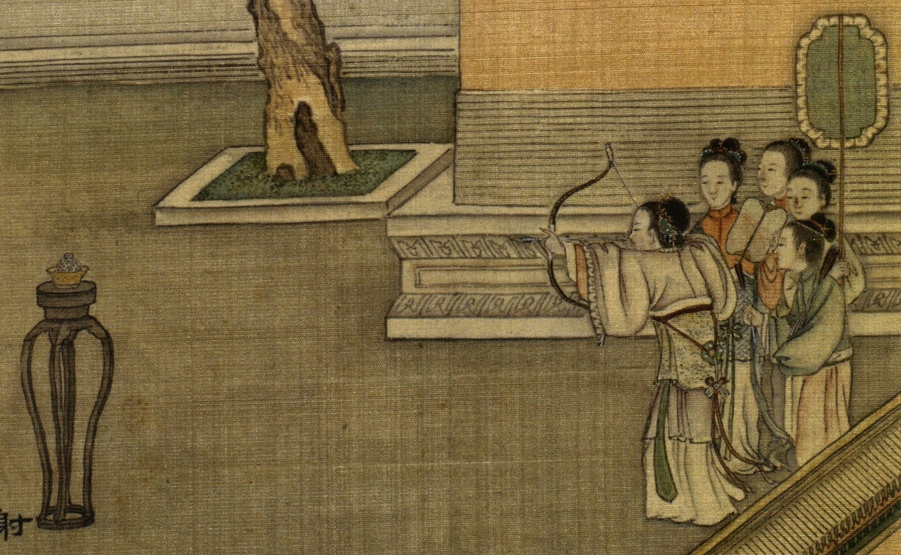
射粉團

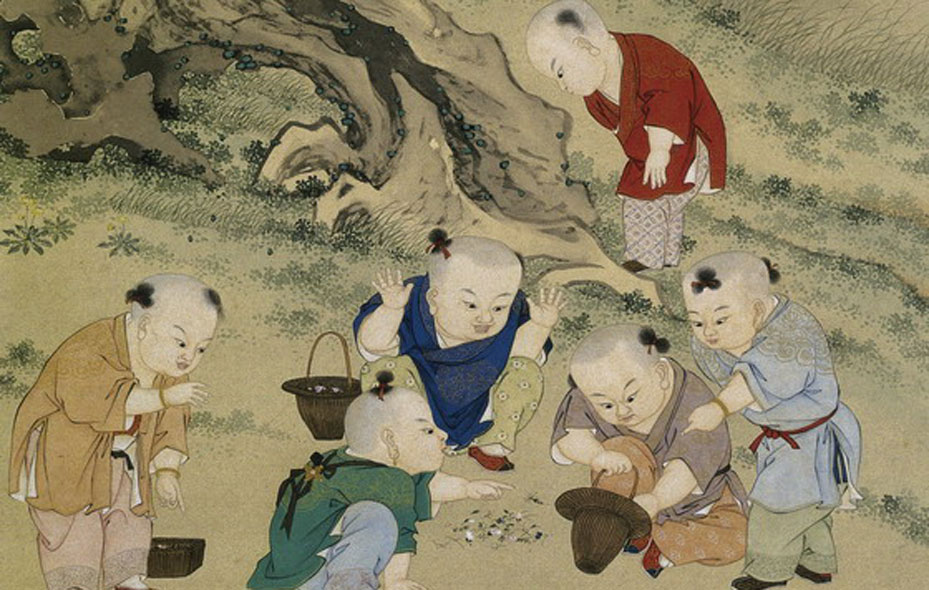
鬥百草

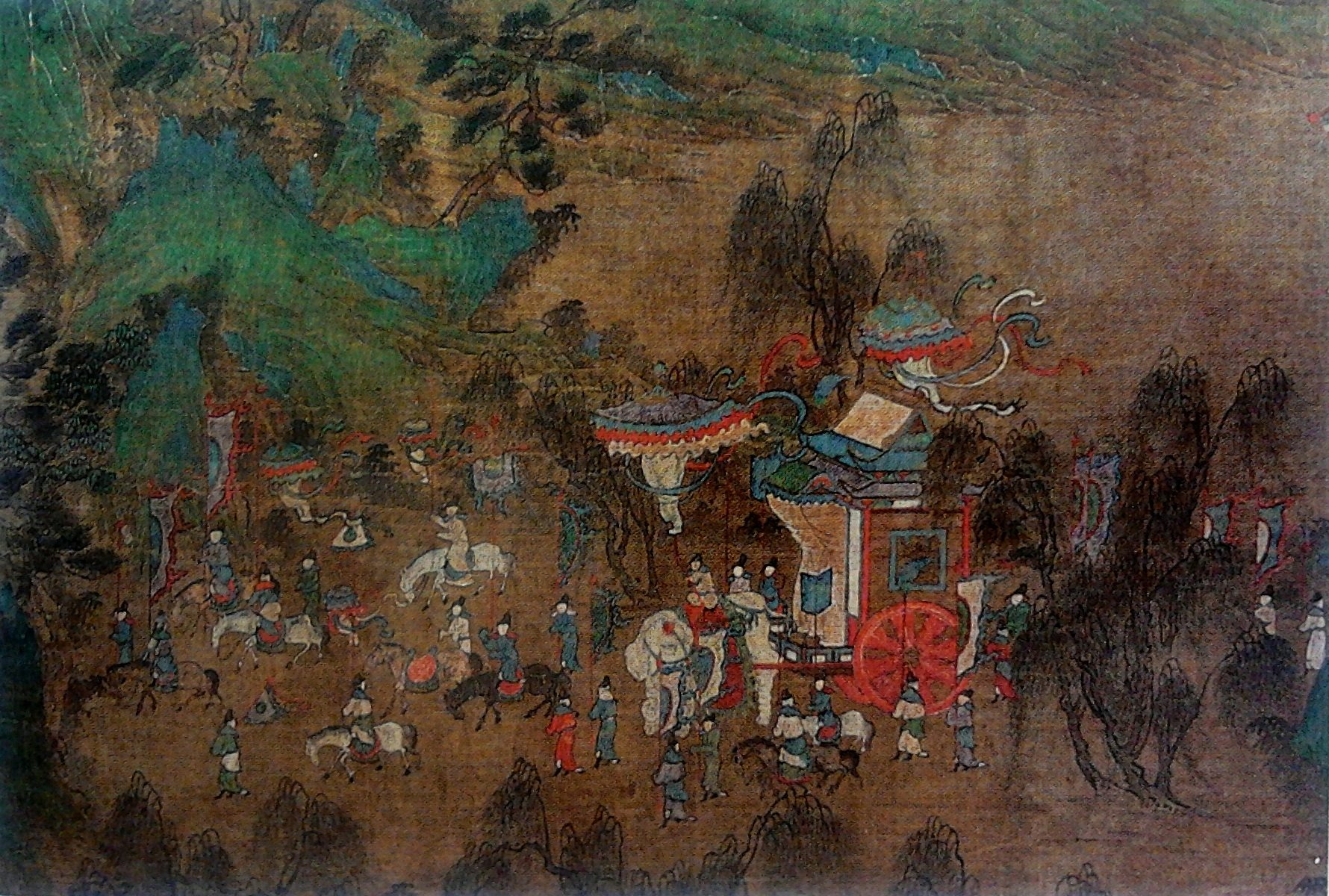
明代的端午節

漢代端午節依然以保健、避疫為主，崔寔在《四民月令》中記載當時五月，人們會製作黃連丸、霍亂丸等治下痢、中暑等夏季常見疾病的藥物。除製作治病丸藥外，還會纏別稱為長命縷、續命縷等的五彩絲線作為心理防衛。而五代人馬縞的《中華古今注》則提到漢代宮中又有賜官員腰帶的習慣。
至晉代時，除了沿襲過去的避疫禳毒習俗去採艾草懸掛門上之外，一些積極祈禳的習俗如踏百草、鬥百草等也很常見，而端午節划龍舟競渡習俗的最早記載也是當時出現。後世的端午競渡雖然有了紀念屈原的意義，基本精神仍不脫惡日驅邪崇的本意。南北朝時採艾的習俗有所發展，荊楚一帶採艾要在天亮雞鳴之前出發，挑選最具人形的艾草帶回去掛在門上或用作艾灸，人們相信這種艾草別具療效。其他地區又有將艾草扎或剪成虎形，再粘貼艾葉于其上，在端午節時配戴，並有也採菖蒲來泡酒的習俗。宮中則承漢制，有賜衣物如扇子之習，《宋書》就記載劉宋時宋後廢帝劉昱於元徽五年端午節因為嫌棄太后王貞風所賜之扇不夠華麗而起毒殺之心。
隋唐時端午節已成為重要的節日，互相贈送日常衣飾用品成為習俗，宮中也沿襲漢代制度，皇帝多在端午日賞賜臣下。隋朝時，隋煬帝在端午節賜百官玳瑁釵冠，唐朝貞觀年間唐太宗也賜文武官員腰帶。王溥的《唐會要》則記載，貞觀十八年唐太宗以御筆題字的「飛白扇」賜給長孫無忌及楊師道。唐代端午節時各文武官員也常有賞賜，如《中華古今注》記載貞觀中期一個端午節，唐太宗賜文官黑玳瑁腰帶，武官黑銀腰帶。贈送物品也不限於上級對下級的賞賜，《新唐書·禮樂志》也記載天寶年間唐玄宗常於端午節以衣、扇獻于祖陵。所贈之物尤以扇子為代表，由於皇帝提倡，端午贈扇之風大盛，民間在端午前後有熱鬧的「扇市」專門售賣扇子，這些扇子又稱避瘟扇。
此外，唐玄宗時宮中和長安城內還流行射粉團之戲，是把粉糰放在金盤中，以小角為弓，架箭射盤中粉團，射中就拿來吃。民間又流行掛五時圖，又稱五毒符，是繪上蛇、蝎、蟾蜍、蜥蜴、蜈蚣圖案的紙，用以防止毒蟲作怪。
宋朝時宮中繼承舊制賜物，且發展成按官階品秩賞賜節禮，后妃、近侍、大臣等皆獲賜不同的服翫。而民間出現比前代更精緻的端午節物，如賣桃、柳、百索、艾花等，食品有香糖果子、粽子、白團。又有以紫蘇、菖蒲、木瓜切成茸再以香藥相和，用梅紅匣子盛裹而成的香囊。市面由五月初一起就有售賣桃、柳、葵花、蒲葉、艾草等植物及包括鍾馗在內的各種神佛像，人們買回家第二天就於門前以五色水團、茶酒供奉神佛，又釘艾人、製作精美的粽子、五色紙錢、青羅製的白舌帖子等在門板或門楣。此外也有不少人乘畫舫遊湖消暑。而這天也被視為馬的本命日，馬廄會以五彩為馬裝飾鬃尾和馬具。除香囊外，人們佩戴的還有驅邪的搐錢和吸汗的蚌粉鈴。而有些人又會把菖蒲、艾草、蒜等禳毒植物製成不同形狀，如天師狀、虎形等威猛外形來鎮懾邪魔外道。
明朝時端午划龍舟的習俗已在各地盛行，各地也發展出不同的龍舟形制以及划龍舟的方式。有些是以龍舟來競渡，如張岱的《陶庵夢憶》記載明代瓜州的龍舟競渡情況，自五月初一開始，至十五結束，歷時整整半個月。而楊嗣昌的《武陵競渡略》記載了明朝沅湘一帶為禳災而設的競渡習俗，競渡前除祭祀外，還要由巫師作法來祈求勝利。划龍舟後，人們會舀取龍舟中的水，加入百草用來洗澡以辟惡。杭州西湖的划龍舟是競賽龍舟圍著表演的大龍舟打轉，大龍舟上層有小孩扮演古人、神仙，下層敲鑼打鼓，之後大龍舟會拋下錢、鴨等物，小龍舟上的水手便下水爭搶。此外，明朝時的太醫還把端午取蟾酥的民間偏方帶進宮廷。
直至清朝，端午節也是一年中最重要的節日之一。至清朝滅亡，中華民國成立，端午節依然受到重視，而紀念屈原已成為比原來的驅瘟避疫更重要的主題。1940年郭沫若、老舍等人提出以端午節作為「詩人節」，紀念屈原和提倡其愛國精神。至中華人民共和國成立，端午節也是重要的節日，但較前代更強調屈原的愛國思想和鬥爭精神，文革時端午節雖然如同其他傳統節日一樣被視為「四舊」受到打壓，但端午吃粽子的習俗仍然保留。中國大陸於2007年将端午节列為法定节假日，2009年端午节作为中国传统节日的代表入选了人类非物质文化遗产代表作名录。而香港、台灣、澳門等地區未受文革波及，保留更多端午節習俗。

## 常見習俗

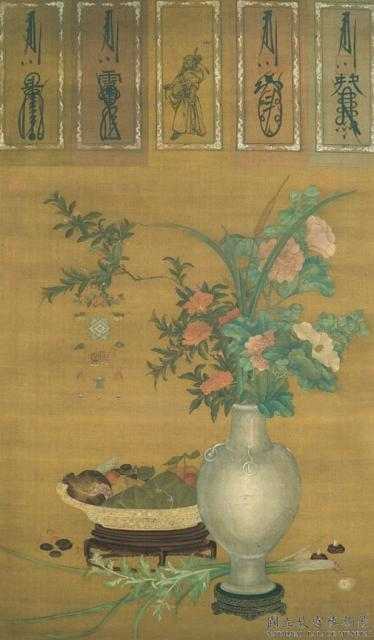
端午節瓶插蜀葵、石榴、菖蒲等花草，枝梢繫有香囊。盤中擺設粽子、荔枝、石榴，又貼靈符及鍾馗畫像驅邪

端午節常見習俗有很多，最廣為人知的是划龍舟，還有掛菖蒲、佩香囊、喝雄黃酒、包粽子、立蛋和鬥石。

### 禳毒、驅疫、避邪

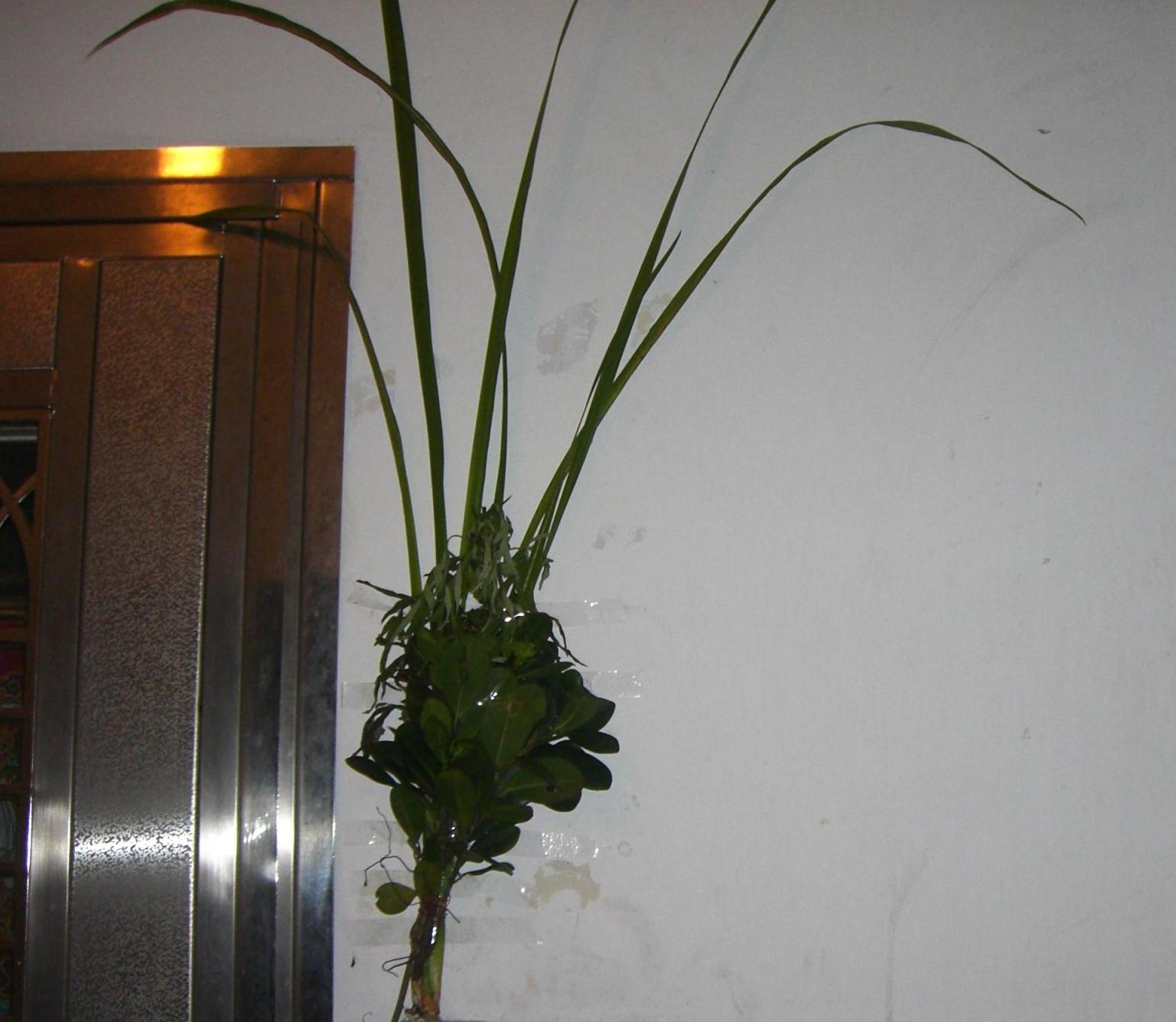
掛菖蒲

端午節的習俗有不少都跟禳毒驅疫有關，芳香類植物如菖蒲、艾草、蘭草等經常出現在端午節相關的節俗裡。人們常把這些香草掛於門上，稱為「懸蒲艾」，有時還會加上蒜头、香茅、石榴花、龙船花等，或其他在當地夏季生長的植物如桃梗、葛藤等，較常見的組合為菖蒲、艾草、石榴花、蒜頭和龍船花。菖蒲形似劍，插在門口象徵驅除不祥，故有「蒲劍斬千邪」之說；艾草則代表「百福」，石榴花的根部可驅蟲，蒜頭的濃烈氣味可以驅邪，合稱「天中五瑞」。”。也有以石榴、蔡花、菖蒲、艾叶、黄栀花為五瑞最簡單是把這些草捆紮起來掛上，也有加上紅紙，還有製成不同的造型，製成人形、虎形者稱為艾人、艾虎，也有製成花环、佩饰，不但有驅邪禳毒的意義，還富有裝飾性，是民間藝術的一類。亦有以繪上天中五瑞的畫像代替花草。也有些人把香草和雄黃、硃砂等香藥製成各種形狀的香囊，佩帶在身上，也有加上其他植物者。造型玲瓏可愛的香囊也常常是給小孩佩戴的飾物，心靈手巧的母親還會用五色花布做成小辣椒、小黃瓜、胖娃娃、小紗燈和小粽子等各式各樣的小玩物，掛在孩子的身上，據說也是為了驅除瘟疫。也有裝一些芳香馥郁的藥物如白芷、丁香等，其香氣具有驅蚊辟穢的功效。亦有些人會焚燒艾草、白芷、蒼朮等草藥，以其氣味和灰燼來驅瘟。
菖蒲、艾草、蘭草等香草不僅能懸掛或燃燒作驅瘟和裝飾，自上古起已經常用於端午節洗澡，稱為洗百病或沐蘭湯，有卫生保健的功效，故此端午節也有「浴蘭節」的別稱，實際上洗百病的草也會因應各地區所產之植物不同而有所變化，如廣東會加上鳳仙、白玉蘭，廣西、湖南會加上柏葉、大風根、桃葉等有些地區洗百病用的水還要是端午節所取的，稱為「井花水」、「龍目水」，這是因為這些地區的人相信端午這天的水有特別力量還有些地區要在端午節正午時份取水，稱為「午時水」，俗信具有袂除疾疫、延年益壽之功效。
採藥製藥也是中國端午節的源遠流長的傳統習俗，端午前後是草藥莖葉成熟的日子，此時採的草藥藥性好，功效特佳，人們相信這天採的藥能醫百病。也有在端午節採茶製茶，在廣東稱為「午時茶」，或以藥草製涼茶、藥茶。製藥的材料不限於草藥，還有捕蟾蜍為藥。以針刺蟾兩眉之間，使蟾蜍分泌白色的乳狀毒液，再以竹片刮下保存，即成蟾酥，可治疔瘡、惡腫。又有人在蟾蜍口中放進一塊墨錠，掛起晾乾，即成蛤蟆錠，可使膿瘡消散。也有直接煮蟾蜍服用以消火清涼和預防瘡癤者。踏百草、鬥百草則是衍生自採藥之俗。踏百草也衍生成遊百病和逛青等出外旅遊踏青的習俗。
中國很多地區都有過端午節飲雄黃酒的習俗，也是江浙地區的端午食俗「五黃」之一，因端午節臨近酷暑，各種蟲類病菌紛紛活躍起來，古人很早就認識到雄黃（Realgar）解毒防疫的功能，加之民間傳說《白蛇傳》裏的白蛇就是喝了雄黃酒後現出原形，所以民間都起而仿效，在端午節以菖蒲根泡雄黃酒。人們多趁酷暑蟲疫瘟生之前，即端午節期間，於房子四周灑上雄黃酒，用以殺蟲解毒。雖然如此，因現今人們了解到雄黃含有致癌的物質，即使喝少量也對人體有害，故現時這種做法不再被提倡，如以黃酒取代「五黃」中的雄黃酒，但部份地區仍然很常見。除了雄黃酒，五茄酒、菖蒲酒等也是端午節常喝的酒類，五茄酒是把五茄皮混進酒中飲用，氣香味苦，能預防俗稱「風鬼病」的風濕痿痺症狀。菖蒲酒或稱蒲酒，氣味芳香，有爽口之感。

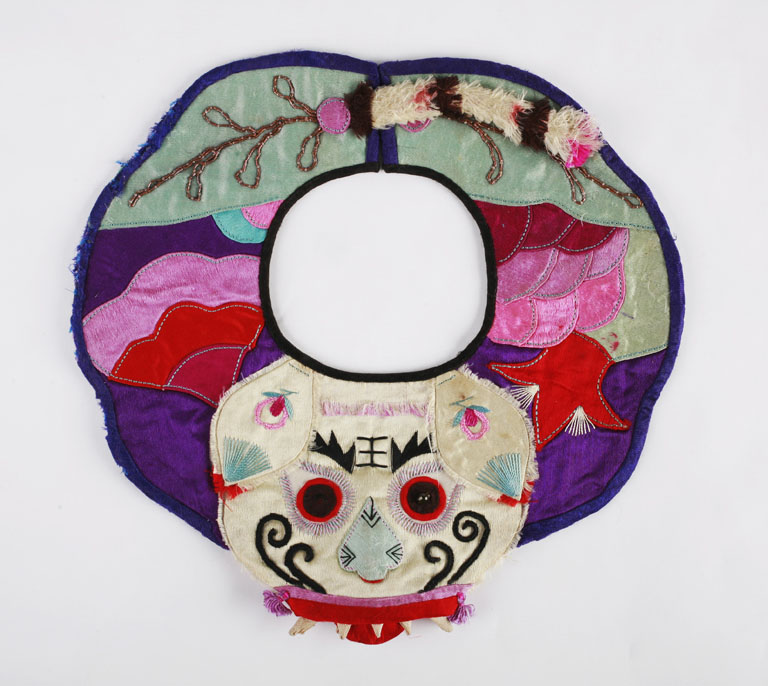
繡上老虎的嬰兒圍嘴，傳統上相信這可以防止嬰兒受五毒侵襲

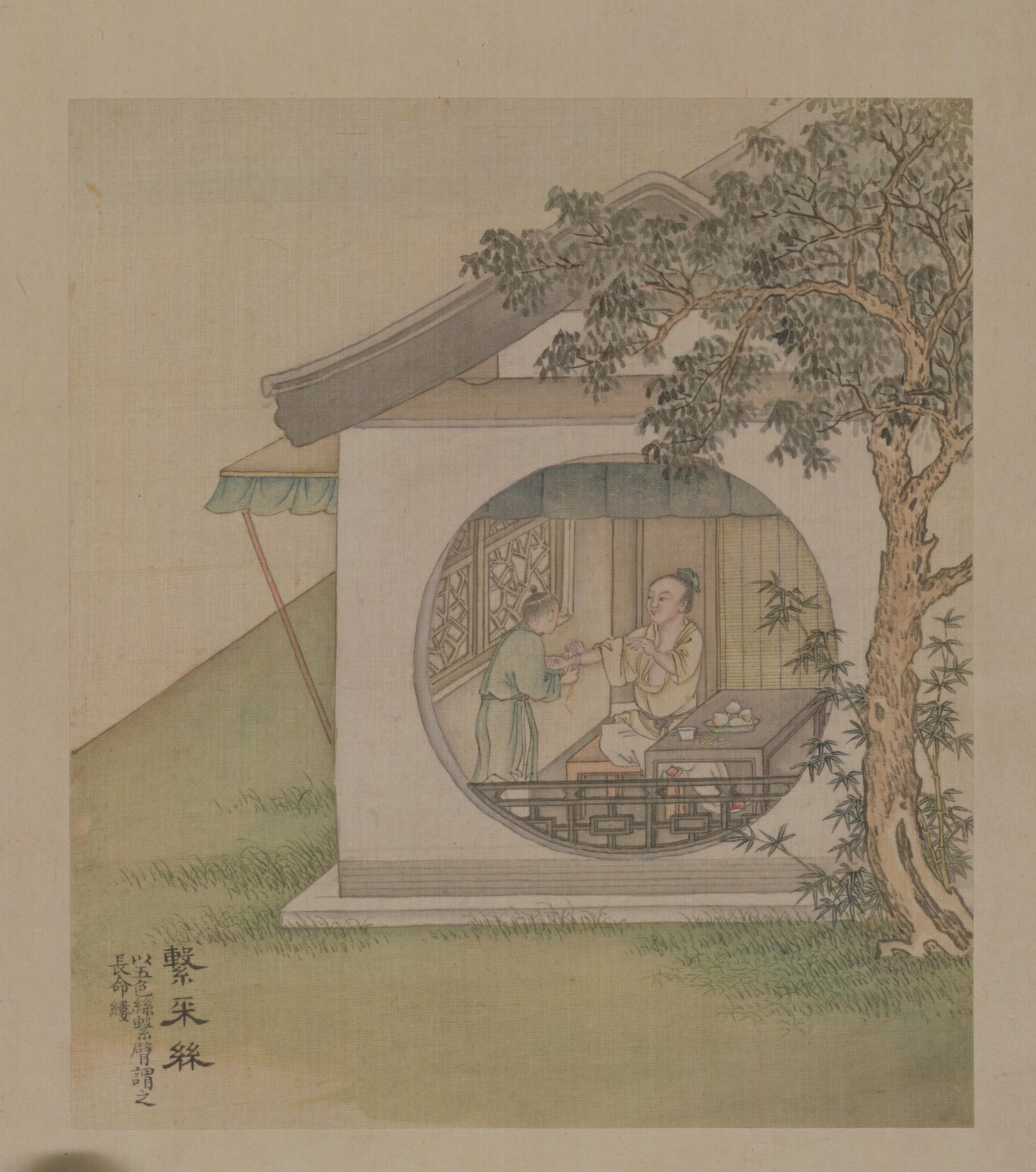
繫彩絲

由於夏季是五毒肆虐的日子，驅五毒也是端午節的常見習俗。人們用各種方式驅除五毒，如掛上繪上五毒的五時圖，有些人會用紅紙繪五時圖，然後把針刺在圖中的五毒身上，是一種巫術，代表刺死五毒，不讓牠們橫行。有些人以五毒作為剪紙，貼於家中或小孩身上。也有人在衣飾上繡上五毒或把佩飾製成五毒圖案，如作為婦女的頭飾或小孩衣服圖案，取「以毒攻毒」之意。此外，老虎傳統上被視為可以辟邪，也可以保護小孩免受五毒侵襲。以雄黃酒給小孩擦鼻子、耳朵，或在額頭上寫上代表老虎的「王」字，據說一樣有驅毒的效能，這種風俗稱為「畫額」，還會給小孩穿上有老虎圖案的衣飾如虎頭鞋、虎頭帽、繡上老虎圖案的圍嘴等。而把懸掛的花草製成老虎形也是以虎來驅五毒。江浙地區又流行掛老虎彩色版畫驅邪。
五彩縷是端午節常見的驅邪避災節物，又稱续命缕，亦称续命丝、延年缕、长寿线、百索、辟兵繒、五彩絲、五色絲、繒子等，是以代表五行的五色線结而成索，掛在身上或懸於家中，也可作為香囊的裝飾，用以避灾除病、保佑安康、益寿延年。也有以五彩縷繫紮粽子者。最初是代表五方的龍。自從中國端午節了紀念屈原的意義後，又有了蛟龍懼怕五彩絲，在祭屈原的粽子上繫上五彩絲，投進江中就能避免蛟龙窃食。
悬挂钟馗画也是一種驅邪除害的習俗，鍾馗在民間被視為驅魔治邪的鎮宅之神，其中一傳說來自北宋沈括《梦溪补笔谈》及羅燁的《醉翁談錄》，故事敍述唐玄宗久病未癒，夢見大小二鬼，大鬼捉小鬼並挖出牠的眼睛，自稱鍾馗，稱會為唐玄宗除妖。唐玄宗醒後病即癒，就召畫師吴道子依其夢境畫「钟馗捉鬼图」，成品竟與玄宗夢境一模一樣，於是人們就把鍾馗奉為治邪之神 ，並於端午節前後繪製钟馗画。到了清代以來，江南苏、浙一带的居民大都在农历五月于大门或堂中挂钟馗图一月，以期驱邪除害、祛凶引福。以西安為主的關中地區端午節則有佩鍾馗五毒錢以驅邪的習俗，這種錢是一種作為厭勝物的花錢，並非交易用的流通貨幣。銅錢左方排列「五毒」，手持寶劍的鐘馗聳立於錢幣的右旁，「敕令」兩字鑄於方孔之上，蘊含著斬除妖孽、懲罰邪惡之意。也有人把鍾馗與張天師的形象融合的。

### 划龍舟與迎神、送疫船

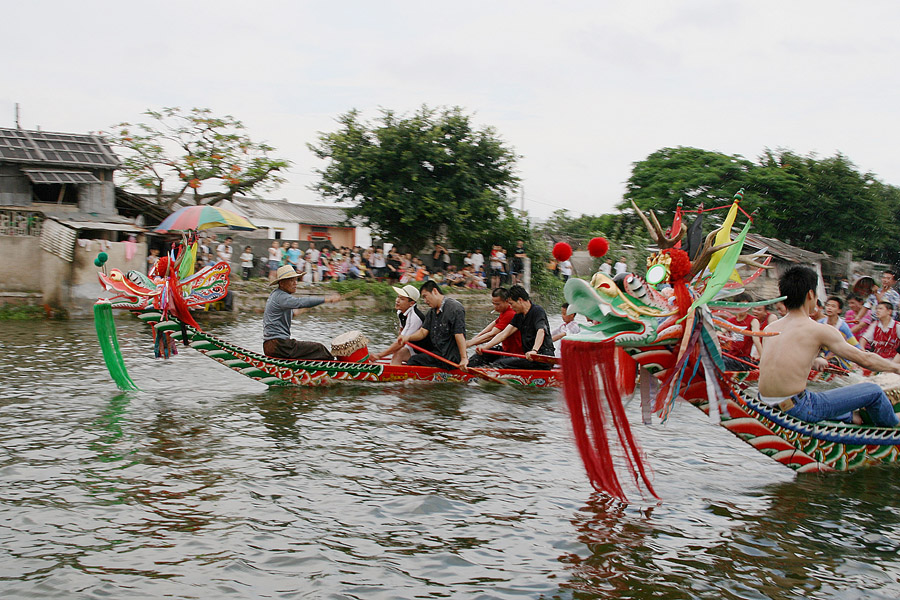
賽龍舟

划龍舟根據傳說，是因戰國時代愛國詩人屈原因不得重用而投江，民眾競相划船希望找到他的屍體。也有說源於春秋時代越王勾践曾端午以競渡方式操练水军。後來又歸結為先是勾踐以競渡練兵，後來人們用來找屈原的屍體。而根據近人考証，其實中國古代划龍舟並不限於端午才舉行，龍舟競渡的習俗也早於屈原之前已經存在，如姑蘇就以龍舟有迎接潮水之神伍子胥的習俗。龍舟競渡原是越族的祭神活動，漢魏時才與屈原連上關係。古人將船當作送走災邪的工具，既然送邪，也就愈快愈好，於是便衍生出端午競渡的習俗了。古代參加競渡的龍舟已很講究：船身窄而長，還有龍頭、龍尾和鱗甲等裝飾，船上結七彩，張旗傘。競渡時鑼鼓喧鬧、鞭炮齊鳴、萬人喝彩，場面極為壯觀。可見龍舟競渡其實也是驅瘟避邪的一種行為，其原始宗教的意味濃於悼念忠忱的愛國者。也有些地方的划龍舟並非競渡，而是遊船。但不論是何種形式的划龍舟，都包含祭祀的意義。現時大中華地區及世界各華人聚居地都有端午划龍舟的習俗。
在臺灣，端午賽龍舟是年度大事，早從在清乾隆二十九年，台灣便有龍舟競渡，古稱「鬥船」；當時台灣府知府蔣元君曾在台南法華寺半月池主持友誼賽，發展至今，台灣各地的主要河川，在端午節當天都會舉行盛大的龍舟競賽，故有「五月鑼鼓響半天，阮欲看龍船行河邊！」的典故。從農曆五月初一開始，便在道士引領下，划龍舟、打龍鼓至水邊「請水神」，再決定爐主、頭家、龍船會；端午當日，選手必須先祭拜龍船，將香火插在船上。競賽結束後，待到農曆五月十日「送水神」，在恭收龍船，期待來年再戰，而官方也會於各地舉行龍舟競賽。
在香港，傳統上香港漁民間已十分盛行划龍舟，而端午節於華洋雜處的香港亦引起非華裔人士的興趣，例如赤柱於1960年代後期已開始有外籍人士參與龍舟賽。於1976年香港旅遊協會以及香港漁民團體(The Association of Hong Kong Fishermen)開始舉辦香港國際龍舟邀請賽，並將龍舟推廣成國際體育運動。現時香港不少地方均於端午節當日舉辦龍舟比賽以及利用龍舟祭祀酬神。部份地區還有獨特的划龍舟習俗。如大嶼山大澳的端午遊更於2011年被列為香港首批國家級非物質文化遺產。
有些地區會有「扒夜龍」的習俗，即在端午節前夜划龍舟，各地扒夜龍的起源不同，其中廣東惠東七姓村的爬夜龍是為了紀念南宋末年該村村民救宋帝昺有功。該村部份村民多年前移居香港定居，於是香港的西貢、大埔、香港仔等地由這些人建立的村落也有午夜划龍舟紀念宋帝的習俗，當地又稱為「扒祖先」、「鬼龍舟」。
此外有些地區是以船去迎神和送瘟，有些是龍舟，也有用普通的船隻用作送瘟，在徽州地區、江西、湖北、福建、安徽祁门和歙县等地的端午節都有類似習俗。船也不一定由人去划，有些會用紙紮船，也有以其他物料製成龍舟或普通的船。

### 角力
端午節的角力習俗源於隋代，最初是把人民健身、榮譽競爭、社群休閒娛樂結合國家練兵的做法。近世此俗仍見於廣東下番禺諸鄉。部份地區如江漢地區、遼寧馬鞍山地區、福建漳州及泉州一帶、台灣等地則演變為石戰，又稱鬥石、擲石戲，互相擲石而戲，有著模擬陰陽相爭、祛疾避疫的深刻民俗意涵。

### 夏衣與端午扇
端午節時值酷熱的仲夏，人們全面換上以輕薄涼爽的夏裝，也會互贈衣物用品。自漢代以來皆有皇帝賜臣下衣物，除籠絡人心外，也反映出端午為換夏裝之時。而在部份地區贈送衣飾用品限於特定的對象，如新嫁女兒、姻親、老師、新婚夫婦等。

### 紀念歷史人物

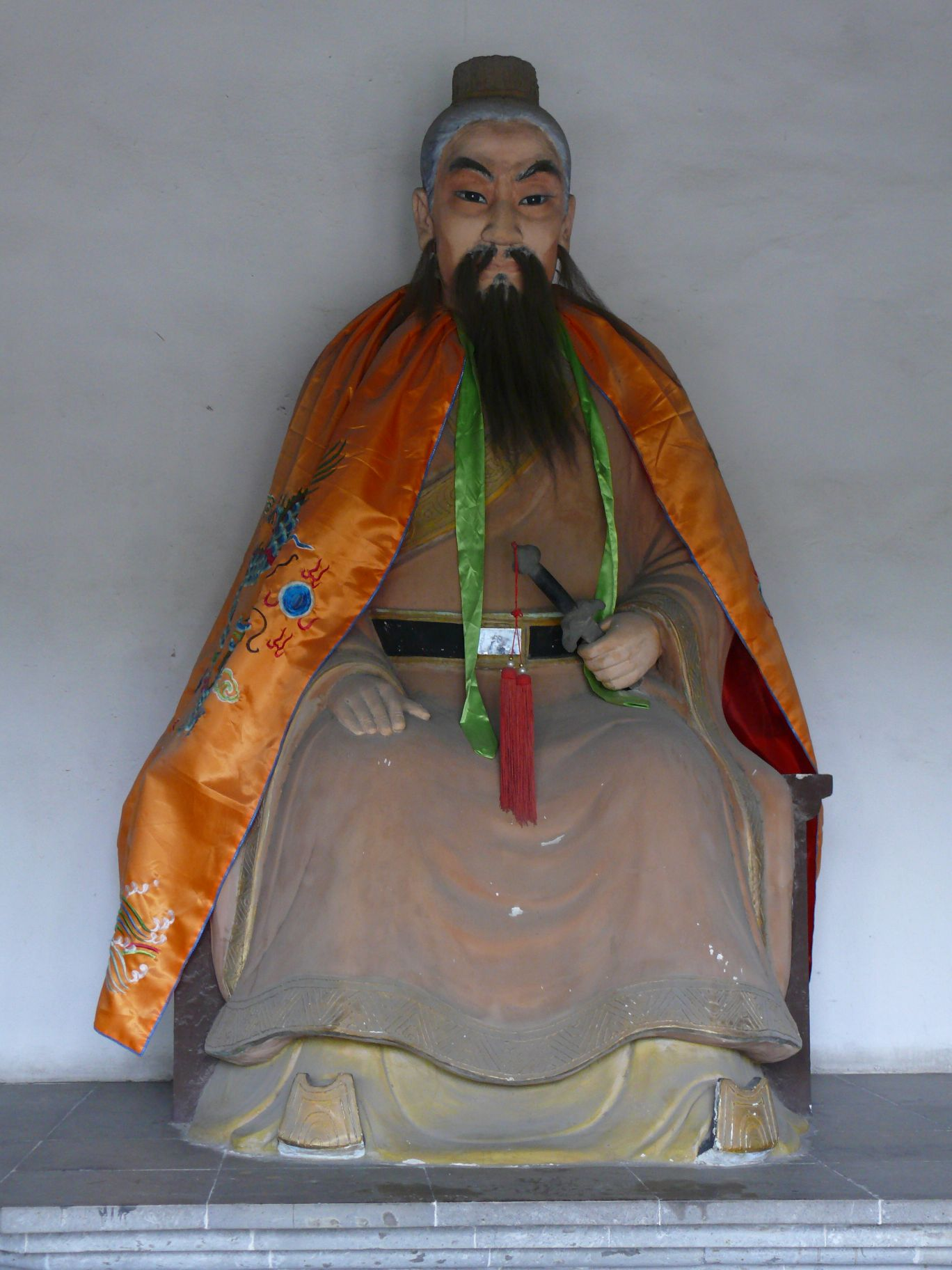
端午其中一種說法是紀念伍子胥

端午節有紀念多位歷史人物的意義，最廣為人知的是紀念屈原，此外還有伍子胥、介子推、曹娥、鄭成功、秋瑾等，部份學者認為這是为了体现出英雄崇拜等英雄主义以教诲众人。
端午節紀念屈原最遲在南朝梁出現，相傳屈原於五月初五投汨羅江自盡，楚人哀悼，就以竹筒貯米投進水中祭屈原，唐代沿襲紀念屈原之說，並流傳至今，而本來為驅瘟送邪而進行的划龙舟習俗也加上了借划龙舟驱散江中之鱼，以免鱼吃掉屈原身体的意義。端午紀念屈原体现了中國传统价值观里对于爱国忧民、清高自守、卓尔不群的理想人格的追求。而屈原的这份爱国精神，感动了古往今来的文人。而中國近代以來屢被侵略、被压迫，社會就格外提倡屈原的这种爱国精神，民国以来屈原的诗词一直散见于中小学教科书，端午節紀念屈原的意義在大中華地區也就深入民心。五四运动之后，端午节、屈原传说、爱国精神三位一体的组合形态相当长时期一直占据了主流，中國在抗日戰爭期間開始把端午節定為诗人节也是這種背景下的產物。中華人民共和國成立後，郭沫若編寫的話劇劇本《屈原》被中國共產黨用於宣揚愛國主義，且更強調其鬥爭精神及深入民眾、關心百姓疾苦的方面，把屈原事跡與中共提倡的無產階級革命思想連繫起來，端午節紀念屈原的意義在中國大陸除了在文革時期一度沉寂，文革後至今，端午紀念屈原之俗仍然被中共用於增強國民愛國精神。而於港澳、台灣及海外華人地區，則是沿襲南朝以降的思想，把屈原視為歷史上的偉人及悲劇人物來紀念。
亦有說端午是紀念春秋時期楚國人伍子胥，子胥父兄均为楚平王所杀，於是投奔吴国，協助吳王闔閭即位破楚。闔閭與越王勾践作戰陣亡，夫差继位吴王，攻陷越国，勾践请和，夫差许之，伍子胥反對，建议彻底消灭越国。后被奸人伯嚭所害，夫差賜死伍子胥，子胥自殺前留下遺言，希望能把他的眼睛挖出來掛在城門上，好看著越軍滅掉吳國。夫差闻言大怒，令以皮革包裹子胥尸体，五月五日投入大江。吳地人傳說伍子胥因而化為河神，故於端午節祭拜伍子胥，粽子也是奉獻給伍子胥的祭品。
東漢之後又有了紀念孝女曹娥的意義，據《后汉书·列女传》及《會稽典錄》載，曹娥為會稽上虞人，父親曹盱為巫祝，於汉安二年（143年）端午節在江邊迎水神伍子胥時掉進江中溺死，當時十四歲的曹娥沿江不斷痛哭，十七日後投江而死。。
又有端午紀念介子推之俗，流行於山西，《琴操》記載介子推於五月五日抱木焚死，晉文公為了哀悼他，就下令五月五日不得舉火。近代又因為清末革命烈士秋瑾於五月五日就義，端午節又被賦予紀念秋瑾的意義。
福建南安、台灣台南又有把鄭成功的忌日與端午節合併傳習而成之俗，傳說鄭成功逝世之前一年的四月攻取了赤崁樓，再圍攻安平城堡，這段時期鄭成功的軍隊並無自攜糧食，於是徵購民間糧食，以致民間無米作粽過端午，人們就用番薯粉加上當地出產的牡蠣、蝦、糖、花生製成煎 䭔代替粽子，而鄭成功於翌年端午前後去世，依俗不得做粽，而平日不缺米糧，就以米來做煎。南安縣為鄭成功故鄉，當地端午節也吃煎䭔，還有「煎䭔可以補天」、「煎䭔可以滅蚊」的說法，或與反清復明有關。
有些民眾會於端午節期間燒金紙，導致空氣污染、危害他人健康有鑑於此，部分地方的政府建議當地“場所擁有人或經營者停止容許拜祭者在其場所燃燒紙祭品”，亦有部分地方已禁止相關祭品的銷售。

### 立蛋或錢幣

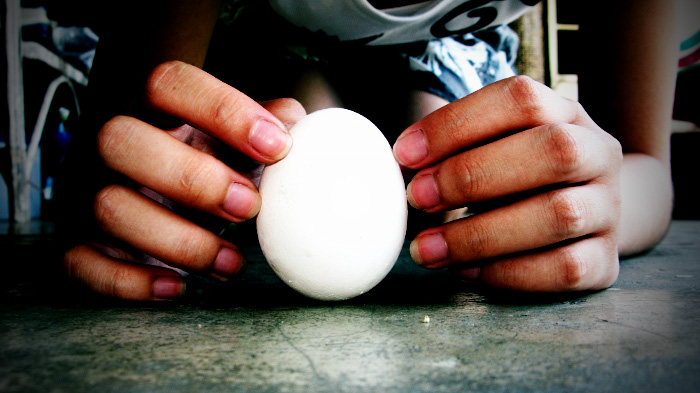
立蛋

中國大陸南方部份地區及台灣在端午有立蛋或錢幣的習俗，每到該日正午，民眾會爭相把蛋或錢幣直立於地板，據說端午節陽氣最重，可使雞蛋直立，只要能立者，代表吸取了天地的陽氣，會得到一年的好運。有傳言則指端午節時太陽直射北半球關係，太陽引力與地心引力相互拉扯，形成兩股反方向力量，使得蛋和錢幣容易直立起來，但這是偽科學說法。近年還有人立其他物品，從瓜類至橄欖球、汽水罐等，可謂無所不立。立蛋遊戲近來也在如新加坡等的東南亞國家流行。

### 食俗

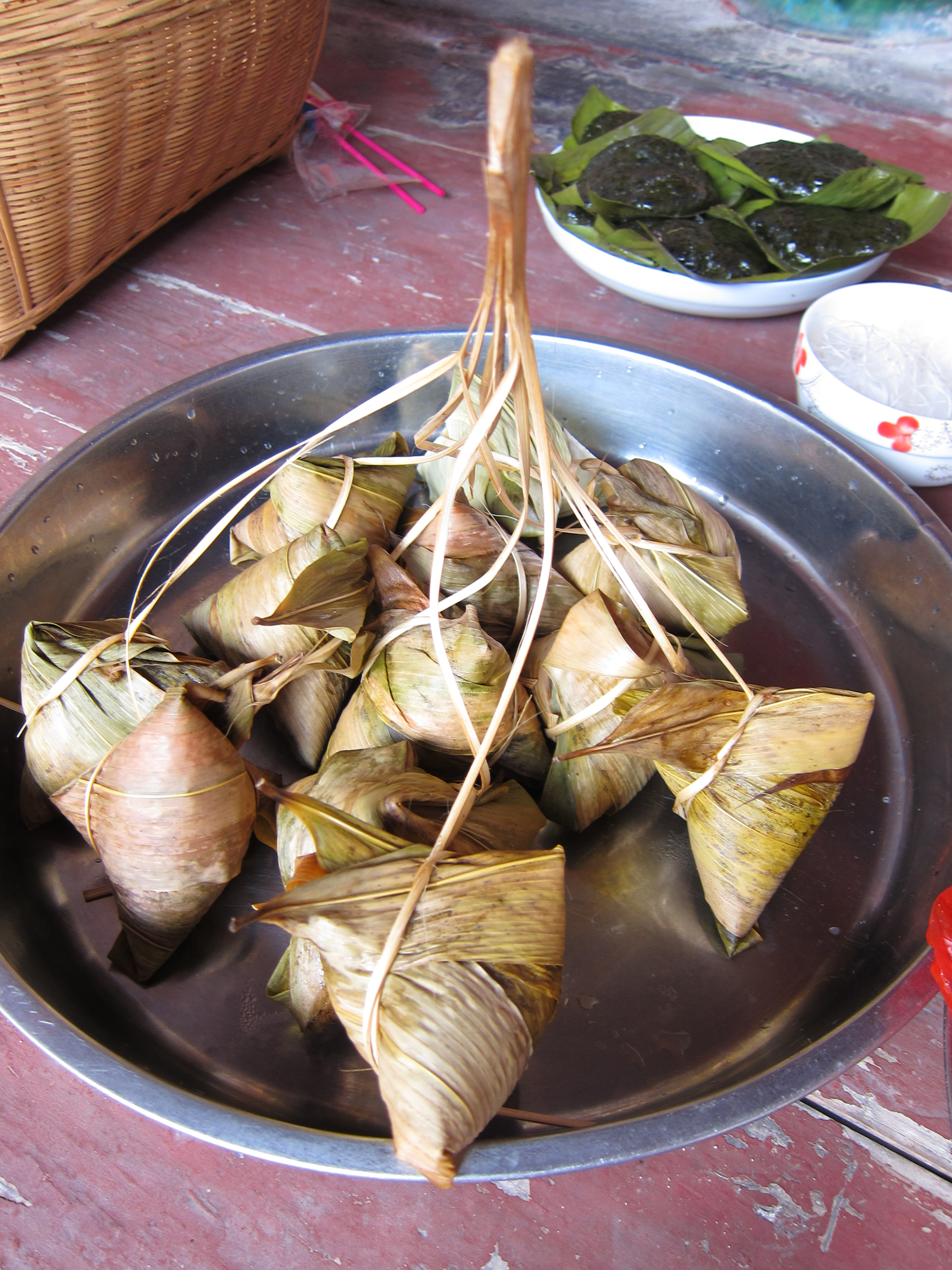
粽子是端午節的代表食品

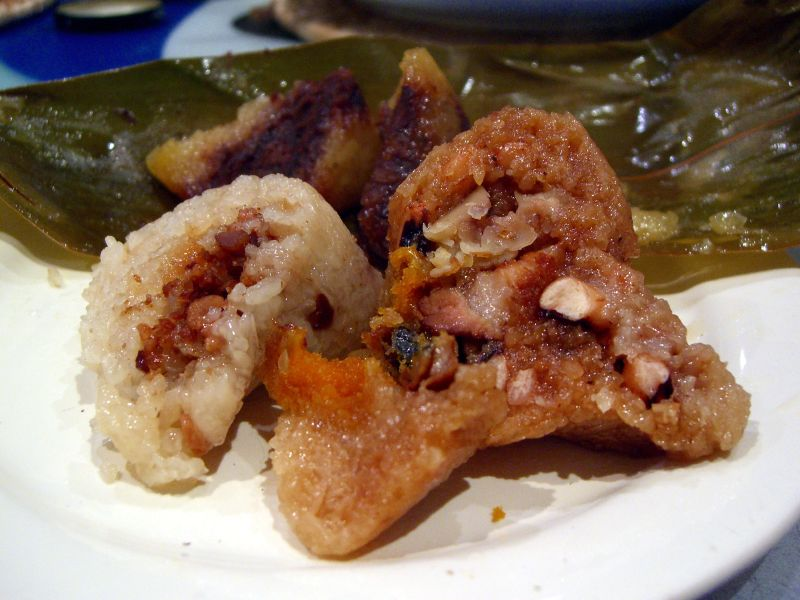
粽子裡面的食材

#### 粽
粽是各地華人於端午節所吃的食品，近世所見的粽子是古代中國北方的角黍和南方的筒粽互相影響、融合而成。晉朝初年開始有固定在端午節吃角黍的記載，當時民間食用的角黍是用蘆葉裹高粱米做成的同時也是一種祭品，製成角狀，意義是祈求傳宗接代。後世的北方粽餡料常包括紅棗、栗子等，亦有傳宗接代的意義。南方的筒粽是把大米放入竹筒中炊煮而成的，除食用外也用於祭祀。南方稻作区常常祭祀水神，而傳統上龙被视为水神，故人们常用筒粽祭龙，其中一種方式是把筒粽以饲蛟龙，也是越人祭龙的古老活动。而這時角黍和筒粽已開始混同，統稱為粽。南朝梁時端午開始有了紀念屈原的意義，於是粽子也成為祭屈原的祭品，食粽也有了紀念屈原的意義，且演绎出蛟龙窃食筒粽，因蛟龙惧怕楝叶、彩丝，故祭祀屈原的筒粳要塞上楝叶，缠上五彩丝。至唐代，粽子已經成為節日和市場上的美味食品了，也常用五色彩絲綑紮，稱為「百索粽子」。當時流行的粽子多種多樣，其中一種叫九子粽，用彩线将九个粽子扎在一起，常見於唐詩中。唐代以后，端午食粽子的民俗历代传承下来。歷經多朝後，粽子的風味和粽餡的種類更形多樣了，如明代有以艾葉浸米而成的「艾白粽」，清朝宮廷用奶酪浸米一夜後煮成的「奶子粽」和乾隆年間出現的「火腿粽子」。直至現代，吃粽子已成為華人過端午節的標誌風俗，人們端午節常以粽子為禮物，粽子的品種、花色都日益繁富，形狀、用料和餡類亦按各地的飲食習慣和口味而有所不同，而粽諧音「中」，又有科舉高中的吉祥寓意。而粽子的主料糯米能补中益气和治疗脾胃虚寒，常見的粽子餡料红枣能补脾益胃，而包粽子的苇叶、竹叶能清热利湿，荷叶还能和胃宁神，因此吃粽子也有養生之目的。

#### 「五」相關食品
不少地區皆有於端午節吃以「五」這數字統稱的五種食物，以應「重五」之「五」。江浙及黃山一带有端午节吃“五黄”的习俗。五黄指黄瓜、黄鳝、黄鱼、咸鸭蛋黄、雄黄酒，而現代有些人會以黃酒取代雄黃酒。黄鱼、黄鳝补中益气，用于脾胃虚弱；黄瓜清热解毒，生津止渴；黄酒驱寒祛湿，用姜丝煮黄酒更增强暖胃效果。由於黄色食物大都具有养护脾胃的功效，因此民间有黄色可以解毒制煞的说法並不完全是迷信，也包含了按节令保健养生的意识。此外江南部份地區又有吃「五紅」的習俗，各地的「五紅」並不完全相同，但都是夏季的時令食品。如高港地區的五紅是红烧黄鱼、红烧猪肉、苋菜、咸鸭蛋和河虾，南京則是烤鸭、苋菜、红油鸭蛋、龙虾、黄鳝，而以苏州为代表的江南水乡則於端午吃“五白”，即白切肉、白斩鸡、白豆腐、白蒜头、茭白廣東、香港等地區有吃五豆粥（或稱五色豆粥）的習俗，傳說可以辟邪。而根據中醫學，五色豆有清熱解毒、健脾胃之效。江西有早餐吃「五子」的習俗，即粽子、包子、雞子（雞蛋）、菓子（藠頭）、蒜子，亦有「五子登科」之寓意。

#### 其他

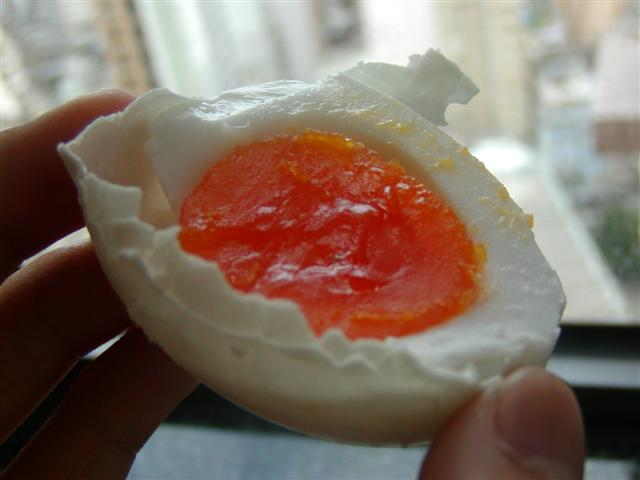
鹹鴨蛋是大江南地區常見的端午節食品

此外，還有很多地區有當地特有之特色端午食品。福建南安、晉江、台灣台南有吃煎䭔的習俗，有說是把鄭成功的忌日與端午節合併傳習而成之俗，也有說是因為閩南一帶在端午節之前為梅雨季節陰雨連綿不止，民間說天空穿了洞，要讓女媧來「補天」，煎䭔就是一種「補天」的象徵物，在端午節吃了「煎堆」後雨便止了。台灣又有吃桃、茄、豆，寓意健康長壽。福建有吃時令的楊梅、桃、李、枇杷，並用來祭祖。河北、北京人相信端午吃黑桑葚可以避免吃到蒼蠅，又有吃五毒餑餑之俗。廣西人端午節會吃肉膾、糯米、苦瓜，故當地又把端午節稱為苦瓜節。浙北端午节还吃「天師印豆腐」，豆腐上印上鍾馗像。江蘇端午午宴有吃「十三紅」的習俗，即十三種紅色的酒菜，包括四果（櫻桃、紅蘿蔔、紅枇杷、紅黃瓜）、四碟（鹽水大蝦、火腿片、肴蹄、紅黃鹹蛋）、四菜（紅燒黃魚、紅燒獅子頭、紅燒鵝、紅湯下瓢兒粉）和雄黃酒。廣東、港澳等地區會在吃粽子時配布渣葉茶以消滯。大江南地區端午節食品常包括鹹鴨蛋。在部分晉語地區盛行吃餾米，餾米即黄米（黍）蒸制的米飯。部份地區會吃綠豆餅，江西南昌人會吃茶葉蛋，陝西人端午節則必食哨子麵，河南、浙江等地的農村端午節以大蒜和雞蛋一起煮做成早餐，浙江溫州端午節有一種薄如絹帛的半透明餅，用綠豆芽、韭菜、肉絲、蛋絲、香菇等作餡，捲成圓筒狀來吃。甘肅民勤縣一帶端午節蒸一種製成扇子狀的麵食「麵扇子」，據說源於贈扇習俗。在合肥地区端午要吃鳝鳖，叫 “箭杆黄鳝马蹄鳖”，怀宁一带要吃用精面粉和酒酿，放青桐叶或荷叶上，经过发酵后蒸熟的“端午粑”，就是，甜美清香。和县一带把端午节午饭要喝麦酒，吃鲥鱼、干鹅等，稱為「賞午」。

## 各地特色

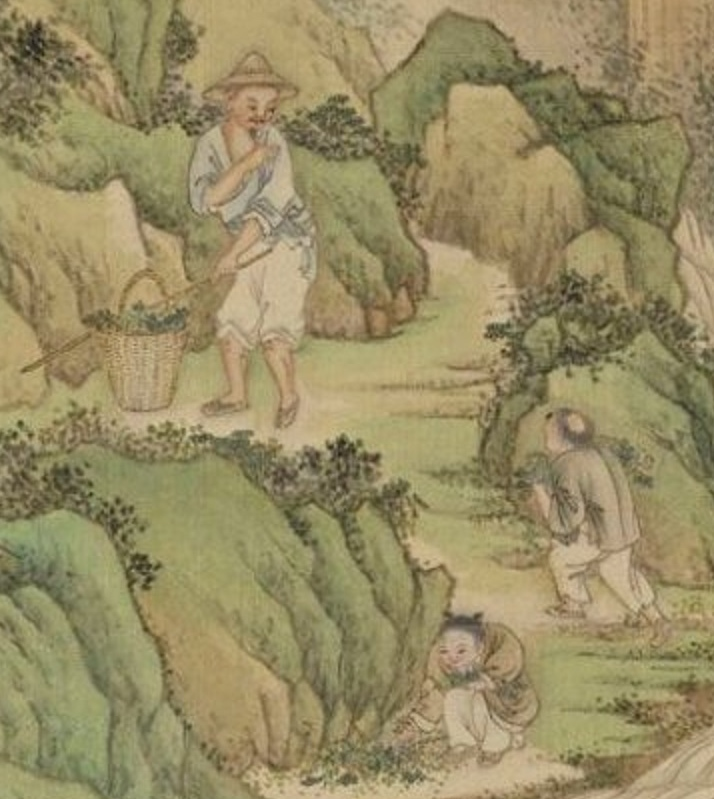
端午採藥是華人地區的習俗

### 中國大陸

#### 东北地区
在东北地区，黄米小枣粽是东北的传统粽子，主要由糯米制作而成。每到端午节，人们还会煮茶叶蛋吃。吃茶叶蛋的初衷是补充蛋白质以躲避重午的瘟疫，端午节接近夏至，补充蛋白质因而极为重要。
「鬥石」是一种由两个村庄相互掷石为戏的传统活动习俗，原是村内的娱乐活动，后来慢慢发展成东北人过端午节的重要习俗。
传说每人早起均需饮酒一杯可以避邪。人们会将蒲草根切细晒干并拌上少许雄黄，在白酒加以浸泡后饮用。儿童不适合饮酒，因此长辈一般将少量雄黄酒涂抹在孩子的脸颊、耳朵、鼻子等部位以消灾祛病。但现代研究表明喝雄黄酒对身体同样会有损害。
黑龙江人过端午节时早晨一般要去郊外散步，俗称踏青。李淖在《秦中岁时记》中曾写道：“上巳（农历三月初三），赐宴曲江，都人于江头禊饮，践踏青草，谓之踏青履。”挂纸葫芦也是一种较为常见的东北习俗，其寓意是人丁兴旺。此外当地人认为如挂上用五彩线、布条做的簸箕、扫帚等物赶走五毒，扫除瘟疫。
每逢清晨，人们睡醒后便会在孩子的脖子、手腕和脚腕上拴上五色线。五色线必须在夏季的大雨或首轮洗澡才可抛入河中。人们还会插艾蒿，意为避邪气、攘毒气。传说道西周时，每逢五月初五，当地人便会在各自的门户上插挂艾叶、菖蒲。这一习俗历代相传，本溪地区至今仍保持该习俗。

#### 華北地區
在河北、北京這天的節慶活動主要為女孩子而設，故當地人又把端午節稱為「女兒節」。端午前街上會售賣神符給姑娘們佩戴，她們又流行簪五色綾蝠、石榴花、以及稱為「福兒」的絨花，身佩葫蘆，这种葫芦的做法是将棉花团攒在一起，转成类似筷子头小的细腰小葫芦，外面缠上五彩丝绒线，用彩丝线将一个个小葫芦串联起来钉在衣服上，作用與佩香囊相同。。灤縣已許聘的男女親家會於端午節互相饋贈禮品。在北京，端午節忌打井水，剛好與部份地區專門於端午打水的習俗相反。人們往往於節前預汲，據說是為了避井毒。又因为缺少大江大河，所以北京端午节期间不流行赛龙舟。
山西解州人在端午節戴艾葉，稱為「去疾」，幼童繫於脖子上百索較其他地區多了「為屈原縛蛟龍」的意義。隰州各村祭龍王和在田間挂紙。懷仁縣端午又名「朱門」。定襄縣端午有學生贈節禮給教師之俗。潞安則有以麥麵蒸稱為「白團」的食品與粽子一起互相饋贈。沁縣自2008年起每年端午節都會舉行「山西沁縣端午民俗文化節」，除常見的龍舟競渡外，還有舞龍、跑旱船、高蹺、二鬼摔跤等活動。
河南端午節時，一些人家的母親會煮雞蛋，然後把熟雞蛋放在孩子的肚皮上滾幾下，再去殼給孩子吃下，據說可以免除孩子的災禍，日後孩子也不肚痛。另有小孩「躲五」習俗，當日小孩要去外婆家，來自「五日子」孟嘗君端午立新規的傳說。當地傳說孟嘗君小時候寄住外婆家，長大後成為宰相，便下令改「躲五」為「端午」，意指這天是個端端正正的吉利日子，此日生的孩子一律不准加害。在焦作縣，這故事的主角則變成一個乳名叫「癩蛤蟆」的當地人，癞蛤蟆長大後聪明机智，知书达理，不像是恶人，父親就答應讓他回家生活，但每年端午節都不能留在家裡，要回外婆家；後來癩蛤蟆金榜题名，成为一位百姓称赞的好官，人們希望自己的孩子将来也能像“癞蛤蟆”那样功成名就，便效仿着他在端午節「躲五」。在豫西盧氏縣，娘家會在女儿到婆家的第一个端午节時送女兒新衣服、新扇子、新手帕，到婆家给女儿“望夏”，祝福女儿在新环境度过一个平安的夏天。
山東鄒平縣端午有早上起床後飲酒之俗，傳說可以避邪。日照市端午給兒童纏的彩線要戴到節後第一次下雨才解下來扔在雨水裏。臨清縣端午節時七歲以下小孩要穿上母親親手做的黃在鞋，鞋面上用毛筆畫上五毒，意思是藉著屈原的墨跡來殺死五種毒蟲，男孩要戴麥稓做的項鏈作符，女孩戴石榴花。即墨人則在端午節早晨用露水洗臉。濟南大明湖會舉行龍舟競渡，是北方少有的競渡活動之一。

#### 西北地區
西北地區端午節，嬰兒會獲祖母和外祖母贈送五毒肚兜，陝西興平縣端午節有一種以綾帛縫成小角黍，下面再縫上一個小人偶製成的飾物，稱為「耍娃娃」。同官縣端午以蒲艾、紙牛貼門，稱為「鎮病」。屬屈原流放地漢江流域的安康縣是以賽龍舟的形式祭祀屈原，在追憶先賢的同時祈求平安。甘肅靜寧州端午摘玫瑰以蜜腌漬為飴。鎮原縣民於端午會贈新婚夫婦香扇、羅綺、巾帕、艾虎，子弟會邀父兄宴請師長，稱為「享節」。漳縣端午有牧童把柴堆成小丘，在雞鳴前焚燒來祭祀山神，俗稱「燒高山」。高台縣大湖灣有端午遊湖活動，除傳統的龍舟遊湖外，近年還有橡皮艇賽和自行車環湖賽等。

#### 江南地區
南方地區端午節習俗保存較完善，也較北方地區气氛濃厚，各地紛紛舉辦各種規模的賽龍舟活動，家庭也都包粽子全家同喫，雖然不一定代表紀念屈原的意義，但這種習俗一直保留著。
荊楚地區的湖南和湖北是楚國故地，當地的端午節慶活動較大部份地區盛大和隆重。湖南在農曆五月有大端午和小端午，五月初五是小端午，女儿會回娘家过端午，並送粽子給娘家人。五月十五就是大端午，是母亲的给出嫁的女儿送粽子，實際上節慶活動是以小端午為主。各地每逢端午都习惯供端午帖子，即在门壁上粘贴各种纪念诗作，尤以岳阳、汨罗、长沙地区最為盛行。攸縣端午時孕婦會供奉龍舟祈求安產，富者用花幣酒食，貧者備雞酒，以竹夾楮錢，把供品供於龍首前。岳州除了競渡以為禳災、去疾外，又會作草船泛水，稱為「送瘟」。西塞山地区的端午節慶典「西塞神舟會」由四月初五到五月十八举行，由製作神舟至送神舟下水，整個歷程達40多天，這是當地消灾祈福的古老習俗，2006年成为中華人民共和国首批非物质文化遗产，2009年9月被联合国教科文组织列入《人类非物质文化遗产代表作名录》。汨羅市的端午节活動五月初一开始到十五日結束，歷時半個月，其中包括在屈子祠举行大型的祭龙仪式和龙舟竞赛，2005年“汨罗江畔端午习俗”进入了第一批中國国家级非物质文化遗产保护名录；2009年9月30日被联合国教科文组织列入《人类非物质文化遗产代表作名录》。湖北秭歸縣為屈原的故鄉，當地重視端午節更甚於過年，从农历四月底就开始筹备，五月初五过“头端午”，五月十五过“大端午”，五月二十五再过“末端午”。當地每年端午節都會有盛大的祭典，除龍舟競渡外，還有端午詩會、遊江招魂等活動，屈氏後人還會舉行隆重的祭屈原儀式。2009年湖北省代表中華人民共和国把秭歸“屈原故里端午习俗”向联合国教科文组织申报為世界文化遗产，同時被列入中國國家級非物質文化遺產首批保护名录。黄冈市巴河鎮端午節有迎儺人習俗，人們戴花冠，繪上紋身，敲著鑼鼓，意謂逐疫。宜昌縣過端午節主要不在五月初五，而以五月十三、十四、十五三日特盛，五月十五又稱「大端陽」。
安徽端午风俗多种多样，皖中、皖南、皖西等地在端午前一二天，寺庙僧尼道士要给附近人家送端午符，上面有姜子牙持剑形象和“五月五日午时姜尚在此诸邪回避”或“太公在此，诸邪回避”、“飞雄镇宅”等字句，家家戶戶在端午會把符贴在厨房等屋内墙壁上。徽州岩寺镇附近，端午节有跳钟馗的民俗表演來借此除害降福。舒城一带端午节流行“吃水果”，当地民谚说：“端午吃个杏，到老不害病；端午吃个桃到老不用愁”。淮北、蚌埠一带的小孩在端午節要在手腕、脚腕和脖子上“缚花线”，据说可以辟邪、防溺水，屬楚國故地的环巢湖一带也有躲午習俗，在端午节正午，家家户户不举火，带着粽子等食品到野外进食。已婚婦女會回娘家过节，当地传说有一凶兽，到五月初五正午出来觅食，闻到哪家有炊灶香气，就来扑食和吃人；傳統上厨灶之事多由女性負責，所以媳妇要回娘家“躲午”。肥西有接女儿、女婿回家过节的習俗，岳父要买草帽、毛巾送给女婿，買太阳伞给女儿。郎溪等地也流行姑娘们走亲戚以及已婚妇女回娘家。和县一带把端午节中午要“赏午”，除了喝麦酒，吃鲥鱼、干鹅等荤食外，还要在庭院中插筷子「验正午」。
江南、吴越地區水乡保留了许多独具地方特色的风俗，江浙一帶較盛行纪念伍子胥和曹娥的活动。南京人在端午節會備清水一盒加入少許雄黃以及鵝眼錢兩枚，用此水洗眼，稱為「破火眼」，據說可保一年沒有眼疾。武進有夜龍舟，晚上在龍舟四面懸上小燈競渡，並有簫鼓歌聲相和。苏州滄浪區有祭伍子胥的習俗，2006年蘇州端午節紀念伍子胥之俗以“苏州端午习俗”之名向联合国教科文组织申報為世界文化遺産。浙江省桐盧縣有學童在端午節送禮給師長的習俗，稱之「衣絲」；當地又相傳此日天醫星臨空，醫家會於午時採藥。杭州的龍舟不只是競渡或扒船暢遊，還有比拼装饰、技巧的「花样龙舟」，除了西湖的划龍舟活動外，還有西溪五常港和深潭口一带的“西溪龙舟胜会”具有400多年的历史；其中又以蒋村龙舟形式最為多样，龍舟比賽重視的是表演花樣和趣味而非速度，又有祭龙王、千岁龙舟下水闹端午、“幸福船”展示、水上文艺表演等，西溪龍舟勝會被列為浙江省非物质文化遗产。嘉興市的端午節有著獨特的祭祀蚕神嫘祖習俗，這是因為端午节是當地蚕收获的季节，有谢蚕花的习俗，俗称“蚕花利市”，南湖周边的蚕民都会到南湖烟雨楼的大士阁祭嫘祖，同时，在南湖来划龍舟竞渡娱神，竞渡前要先将龙头抬到嫘祖前像前祭拜；晚上还要点烛焚香，将鸡、猪头等摆放在神位前，举家磕拜“蚕花利市”，然後吃蚕花饭。
在江西省，端午節女婿要给岳母送礼，因此當地人又把端午戏称为“岳母节”。婺源端午節傳統上不吃粽子而吃鴨蛋，當地人稱蛋為「子」，端午吃「子」意味著自己是「龍子」，父母會給小孩做端午服、端午帽。新昌縣的雄黃酒、丹砂酒除抗疫外，還有「開眼」的意義。不少地區如湖口縣、金谿縣有迎鬼船之俗，不下水，但登高埠，遊街市。南昌的傳統龍舟賽不僅要比速度，還要奪鐵“龍標”，當各龍舟快到終點時，終點處的投標船會將繫有紅繩的鐵“龍標”投入水中，在龍舟到達終點時各龍船上一名水性最好的人會同時跳入江中尋找鐵“龍標”，最後以龍舟的速度和取得鐵“龍標”的綜合成績來決定名次。

#### 西南地區
在四川地区，端午節传统上被称作是端阳节。四川省川北岷江方言岛区域的剑阁、南部、阆中、西充、盐亭等县市端午节习俗古朴，并不吃粽子，而是吃包子等面食。而四川地区端午节还有有「打李子」的習俗，類似其他地區的石戰，只是用的是李子而不是石頭，目的是祛病强身、孕育子女。川西成都郊区、邛崃、大邑、蒲江、青神等地，端午节女婿需要回媳妇娘家，娘家会赠伞给女婿，以求多生儿女，人丁兴旺。成都郫都区端午节会在望丛祠中举办歌会，以歌舞感激古蜀先帝保佑当地度过了瘟疫。成都市区端午節晚上，人們會到錦江和合江亭附近放河燈和孔明燈祈福。自2008年汶川大地震發生後，端午放河燈又有了悼念地震死難者的意義。重慶市石柱縣有「出端午佬」的習俗，是由四人以兩根竹竿抬起一張鋪有紅毯的大方桌，毯上用竹篾編一個騎虎的道士，在街上敲鑼打鼓遊行。
雲南宜良縣和保山縣有端午賣花的花市，宜良縣稱為「宜良端陽花街」，有400多年歷史；保山縣則稱為「趕花街」，最初是端午賣草藥的市集，後來演變成賣花，之後保山端午花街所賣的貨品更不限於草藥和花卉，還售賣各種土產、日用品，以及設有端阳大戏、滇戏、花燈戲等本土傳統戲曲和京劇等外省戲曲。近年赶花街活动已由民間自發變成由政府组织协调、统一筹办，成為集花卉、药材、地方名产展销、商品物资交流、经贸技术协作、科技知识咨询、文化体育活动于一体的大型综合博览会。

#### 华南地區

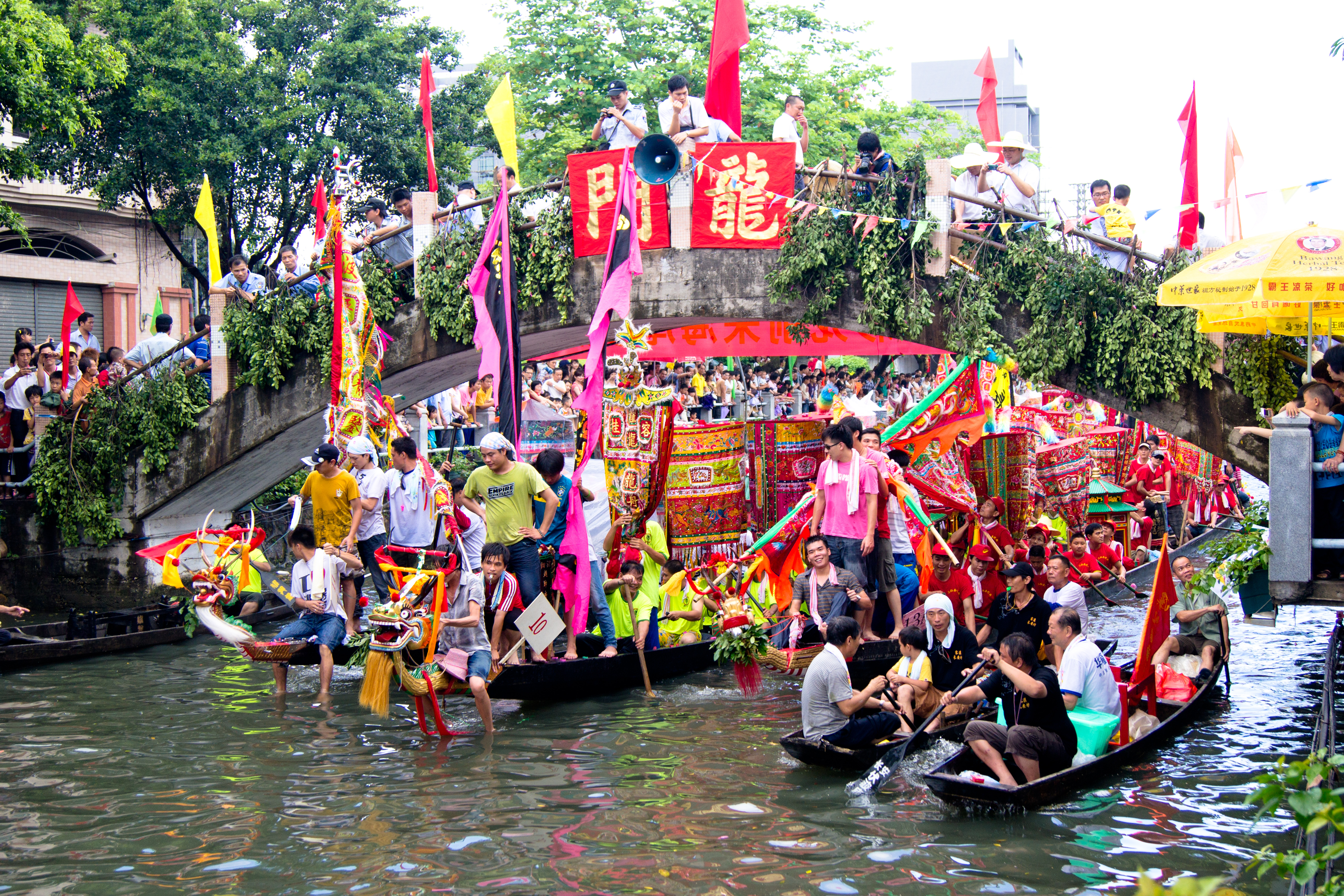
廣東順德容桂海尾村的遊龍大匯

福建福州端午節時，媳婦會以壽衣、鞋襪、團粽、扇子進獻公婆。建陽縣把端午節視為藥王曬藥囊日，並此日做醬。上杭縣端午的龍舟競渡是用小艇縛蘆葦作龍形戲于水濱。仙遊縣端午競渡後會弔祭戚繼光，獻紙于虎嘯潭，因為嘉靖年間戚繼光在此溺兵。邵武婦女端午節以絳紗為囊盛符和以五色絨作方勝，聯以彩線，繫於釵上；幼女則懸之於背，稱為「竇娘」。南安為鄭成功故里，而鄭成功的忌日又接近端午，當地就把鄭成功忌日與端午節合併，端午節同時有紀念鄭成功的習俗。
廣東省從化縣民有「送災難」的習俗，是在端午節正午以燒符水洗手眼後，潑灑在路上。新興縣人過端午會從廟宇鼓吹迎導神像出巡，巫師以法水、貼符驅邪。石城縣端午的小孩會放風箏，稱為「放殃」。廣州傳統上在五月初二至初四就開始端午節慶活動，已婚婦女會用六個或四個全盒盛以粽子、豬肉、生雞、雞蛋、水果、酒等回娘家向長輩賀節。又有「洗龍舟水」的習俗，帶孩子到江邊“浸浸”龍舟水的習俗，據說可以辟邪和使小孩子身體健康，快高長大，其中南方大廈對面建起的親水堤就有很多戲水的市民在“洗龍舟水”。番禺人有遊鳳船的風俗，是在船的兩側裝配上能展能收、運動自如的鳳翹，鳳背上搭起亭臺，設有神座。神座兩側由幾對少年男女伴著宮嬪擊鼓奏樂、侍奉神靈；遊鳳船前後配有護船各一艘，護船裏有壯丁用粗大纜繩拉著鳳船緩緩順流漂過，鳳船前面還有一大幸彩船做前導，彩船上有戲臺沿途演戲。在順德容桂海尾村端午節會舉行「遊龍大匯」，各坊社都會派出精緻奢美的龍舟巡遊。在深圳有稱為「扒皇舟」的特色爬龍舟習俗，相傳南宋景炎二年（1277年）四月，宋帝昰逃至新安县九龙土瓜湾（今属香港），不久到端午节，宋帝昰观看了当地扒龙舟，一时兴起，就以护驾有功为名赐黄缎巨型罗伞给乡民。此后新安縣人每年端午赛龙舟，乡民必奉御赐罗伞置于龙船之中，这种龙船被尊称为“皇舟”。后来由於扒龙舟变成赛龙舟，罗伞影响竞赛速度，撑罗伞的习俗才逐渐消失。而松岗文姓原居民为南宋名将文天祥的旁支后裔，他們在端午节會於文氏祠堂祭文天祥，然後到河中举行盛大的龙舟赛。

### 香港

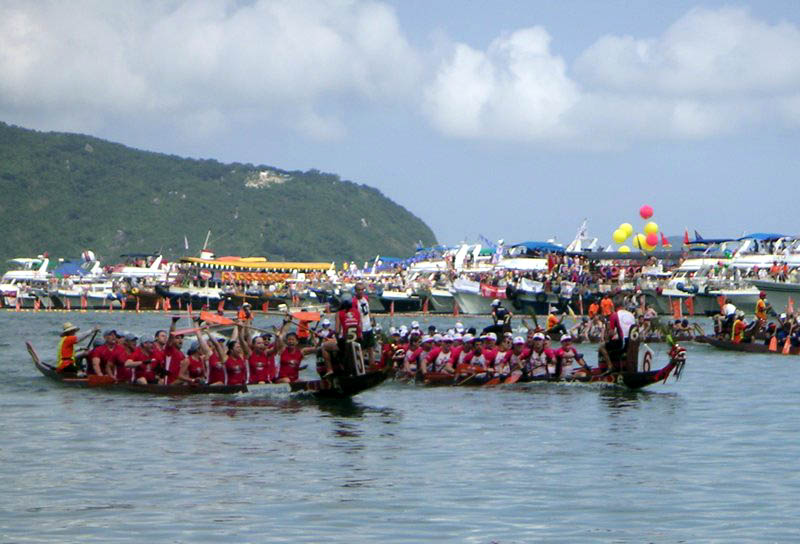
香港島赤柱的端午龍舟競渡

端午節於香港主要是舉行龍舟競渡、使用龍舟進行祭祀儀式、游龍舟水以及吃糉子等。古代香港與深圳同屬新安縣（後改為寶安縣），南宋末年以降亦有與深圳相同的扒皇舟習俗，後來同樣因為扒龍舟變成速度競賽而不再於舟上設羅傘。香港漁民扒龍舟習俗也有悠久歷史，從前端午節是他們一年辛勤工作裡的一項點綴和輕鬆的好機會，他們相信龍舟具有靈性，扒過龍舟會全年順景，身體健康。而香港最早有紀錄的端午龍舟競賽是在1919年於東區北角七姊妹泳棚附近舉行，之後一直維持至香港日佔時期才停辦。日佔時期結束後，由於七姊妹泳棚一帶進行填海工程，不能再舉辦大型龍舟賽，只有一些漁民自發舉行的小型競渡，部份人就轉往其他地區如柴灣、筲箕灣等。後來更舉辦國際龍舟賽事。20世紀中期開始有非華裔人士參與，例如赤柱於1960年代後期已開始有外籍人士參與龍舟賽。於1976年香港旅遊協會以及香港漁民聯會開始於端午節後舉辨香港國際龍舟邀請賽，並將龍舟推廣成國際體育運動。龍舟比賽於香港亦為官民同樂的活動，於英屬香港年代已有政府官員為比賽進行主禮以及頒獎等，而此於香港主權移交後仍一直保持。現時香港不少地方均於端午節當日舉辦龍舟比賽以及利用龍舟祭祀還神，並會於電視直播部分賽事。香港端午節多個地區皆有龍舟賽，包括香港仔、淺水灣、長洲、蒲苔島、南丫島榕樹灣、屯門、沙田城門河、大埔吐露港等，而於每次的龍舟賽前均會舉行「放紙龍」儀式，祈求平安。
大嶼山大澳的在別具特色的端午遊涌習俗，始於19世紀，並於2011年被列為香港首批國家級非物質文化遺產，現時這項活動由大澳三個傳統漁業行會包括扒艇行、鮮魚行和合心堂舉辦，五月初四早上，人們會前往大澳各主要廟宇請神，端午節當天早上會把神像放在龍舟上巡遊各水道，沿岸居民焚香拜祭，巡遊完畢就會送神回廟。香港的西貢、大埔、香港仔等地部份村落則有午夜划龍舟紀念宋帝昺的習俗，這些村落的是由惠東七姓村的後代建立，沿襲了祖籍地的習俗，當地又稱為「扒祖先」、「鬼龍舟」。
除了吃粽子、爬龍舟外，有些人還會選這天去游泳，稱為「游龍舟水」，人們相信游龍舟水有祈福、改變運程及辟走邪氣等作用，可帶來好運，這種說法認為游龍舟水時厄運和邪氣會在水中停止下來。另一方面又因為龍屬土，土剋水，水為財，游龍舟水亦有助吸收財運。這天香港各泳灘和泳池都擠滿游龍舟水的弄潮兒。

### 臺灣

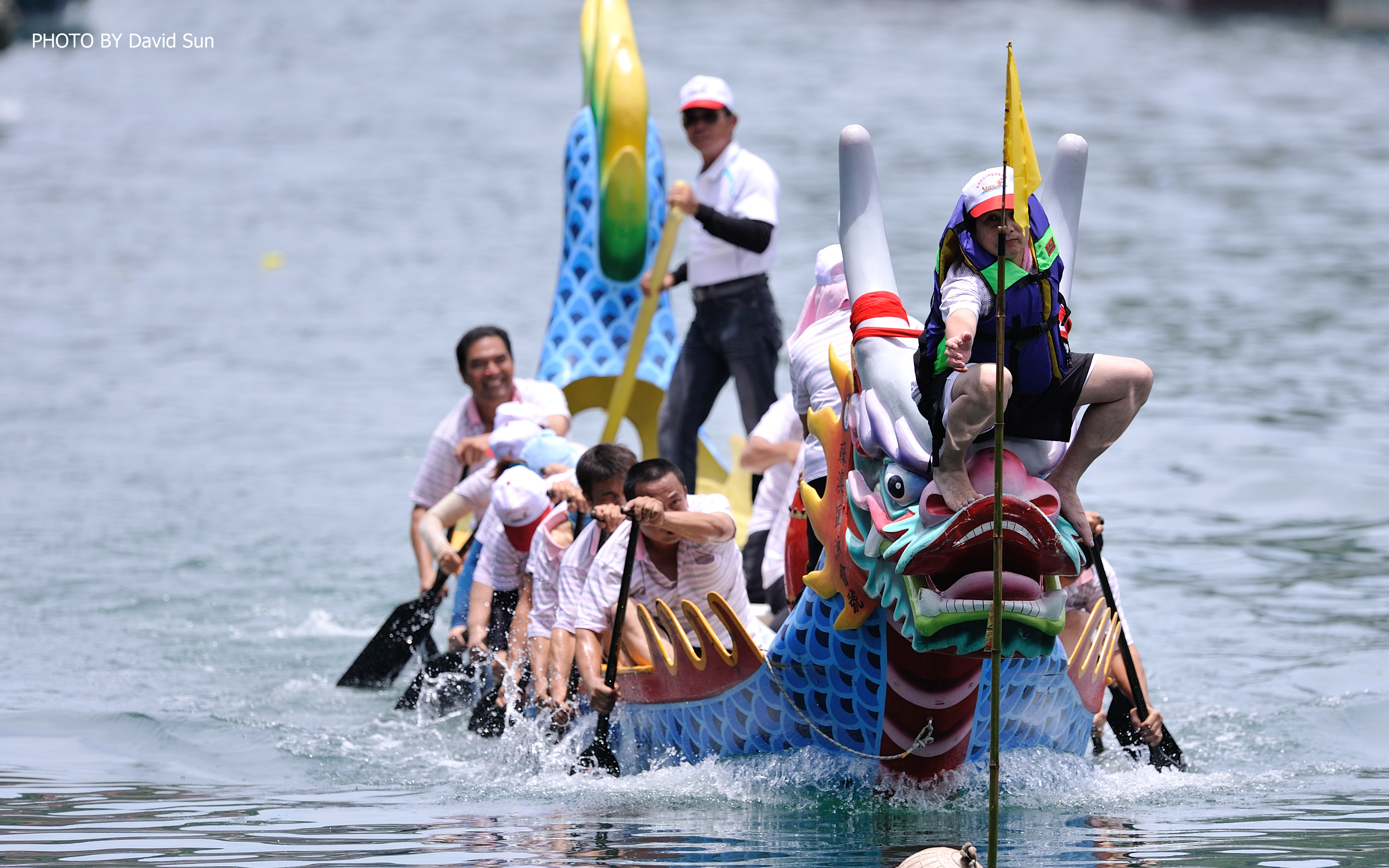
宜蘭縣蘇澳鎮南方澳內埤海邊的端午划龍舟

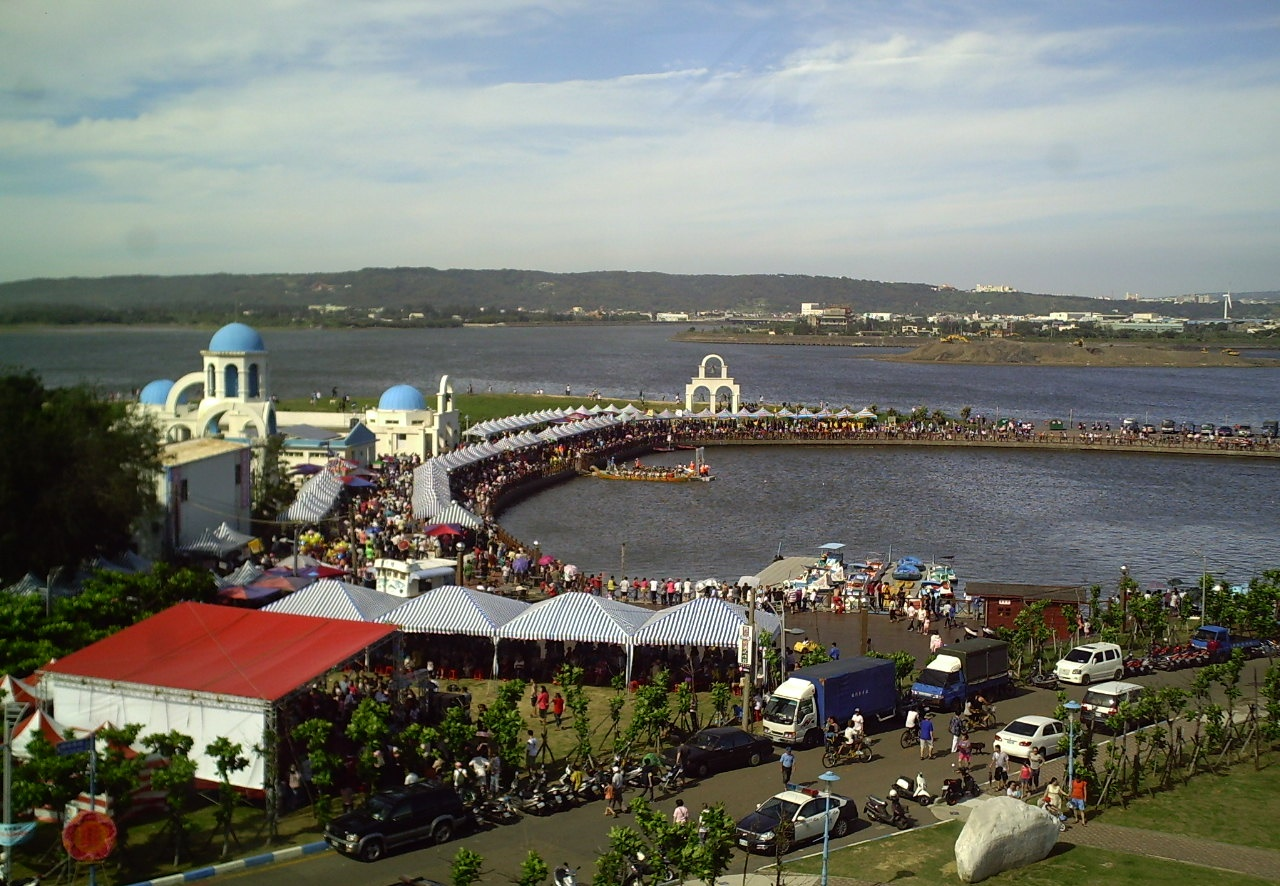
2011年端午節的新竹南寮舊漁港，可見眾多攤商、人潮、龍船和各式車輛

早年漢人定居台灣，同時帶來端午節的習俗。由於台灣地處亞熱帶和熱帶，早期來自中國大陸的漢人移民常因為多無法適應當地氣候而死於瘴癘時疫，端午這個以驅疾避疫的節日也就受到當地漢人重視。最早關於台灣漢人過端午的文字記錄載於清朝的文獻。
台灣漢人傳統上於端午節清晨會「送蚊」，先燃燒稻梗熏室，然後把楮錢放在路旁，並在門楣上懸蒲艾和插稻草，認為可以避蚊蚋，又會插代表老當益壯的榕樹枝，民間又有“插榕較勇龍，插艾較勇健”說法。，學生會送紅包給老師，老師則送學生扇子。居喪中的家庭不包粽子，而是由親友贈送，稱為「送節」，喪家則以糖為回禮。農家會把稱為「福金」的一種金紙穿在竹竿上插在田間（代表土地神神位），他們相信可以防害蟲。也有些人會用鹽醃紫蘇葉和蕃石榴葉做一種叫「鹹茶」的藥茶。又有在端午節打石戰的習俗，但因為常造成嚴重傷亡，在日治時期被政府視為「蒙昧惡俗」而禁止，逐漸式微。
與其他華人地區一樣許多人會在端午節穿紅色的東西以代表幸運的東西，台灣端午節賽龍舟和繫五彩縷的習俗，當地人把划龍舟稱為「扒龍船」，把五彩縷稱為「神煉」。各地都有具備本土特色的扒龍船活動，其中宜蘭縣的二龍村龍舟競渡於2001年（民國90年）已被中華民國觀光局列為「十二項大型地方節慶活動」，而官方也會於各地舉行龍舟競賽，知名的龍舟賽會場有新北市碧潭、宜蘭縣冬山河、彰化縣鹿港鎮吉安水道、台南運河與高雄市愛河等。臺中市南屯區的犁頭店有端午穿木屐躦鯪鯉的習俗，現在已發展成一種趣味競賽。台灣端午節還有打“午時水”的風俗，認為端午當天「中晝」（中午）是全年陽氣最盛的時刻飲用午時水可強身健體、驅除百病，加入了香茅、艾草、菖蒲等驅邪植物，另外當天以午時水洗艾草水稱為「沐午時水」，同樣也有防毒健身的效果。而當地傳說臺中市大甲區鐵砧山的劍井是當年鄭成功插劍禱泉的地點，而自又相傳鎑砧山盛産各種靈藥仙草，於是劍井午時水的功效就被傳說得神奇無比，又傳說端午節正午可以在井中見到鄭成功的劍影，見到劍影的人全年必無災厄。
除粽子外，台灣人端午節還會吃桃李、茄子及菜豆，一般認為是代表健康長壽，當地俗話說“食茄吃到會搖，吃豆吃到老老”。但苗栗客家人則認為李子象徵子孫繁衍和可以預防中暑，吃長豆是因為長豆形狀像蛇，吃了就不會被蛇咬，吃茄子則可預防蚊子咬。粽子方面南北各有特色，而客家人的粽子還分鹼粽及鹹粽。鹼粽用來祭祀，鹹粽則純粹用來解饞。

### 海外華人

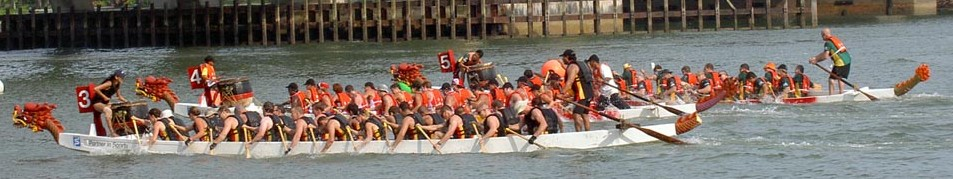
新加坡的端午龍舟競渡

在馬來西亞、新加坡，當地華人仍然按照傳統庆祝端午节，除了其他地區華人常見的習俗如賽龍舟、吃粽子外，有些地方还有「洗龙船」的习俗，即讓孩子在端午节到河边简单洗浴，據說能保孩子平安长大。在新加坡，各個方言族群也擁有屬於自己的特色粽子，不同的食材與包法展現出多樣的文化風味。
在英國倫敦、曼徹斯特的唐人街，有由當地華人社團舉辦的陆上龙舟比赛慶祝華人端午節，還有舞狮、中國武术、中国舞等中國傳統技藝表演。
加拿大溫哥華福溪自1988年起在端午節前後舉行龍舟賽，當地的龍舟賽是由香港移民引進溫哥華，龍舟賽前要先舉行由華埠道教青松觀道士主持的祭拜媽祖與龍舟點睛儀式，祈求媽祖保護河道以及保佑龍舟與參賽人的安全，並祈求保佑「國泰民安，風調雨順」。當地政府官員也會參加點晴儀式。

### 朝鮮半島

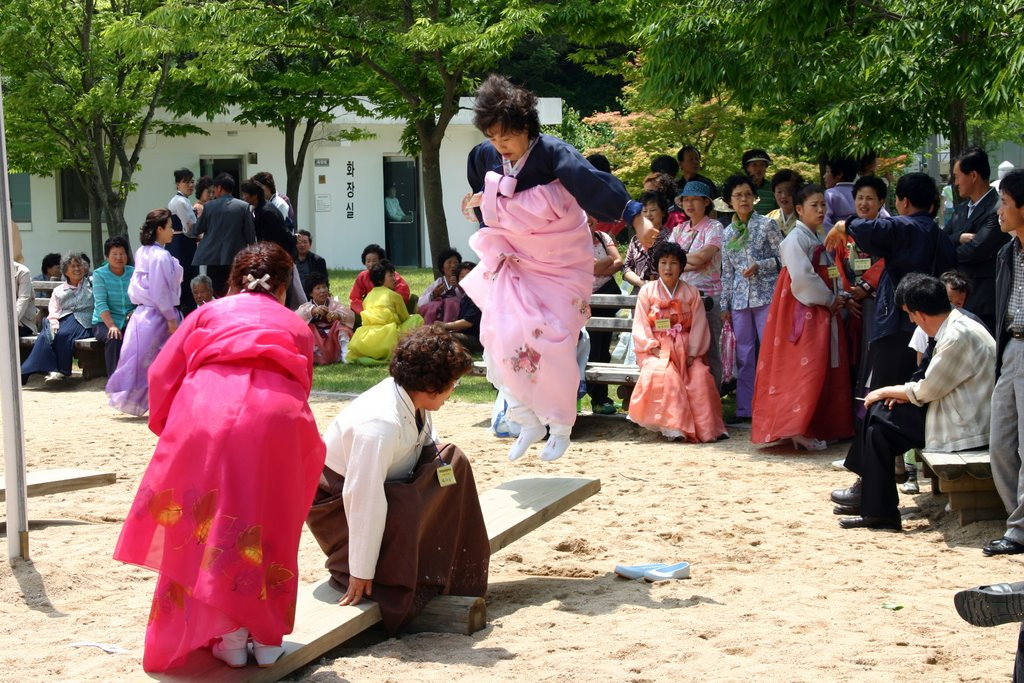
韩国安東市的婦女在端午節跳板舞

朝鮮半島的端午除了驅瘟之外，還是一個慶典，是祭天的時候，民众共同参与的传统祭祀活动，祈求丰收。各地區都把端午節本土化，並以各自的名字稱呼這個慶典，例如：天中節、重午節、端陽、五月節、戌衣日、水瀨日等。這些慶典，都有各自的地方特色。人們會在這天吃車輪餅糕、櫻桃，喝醍醐湯、舉行「端午茶禮」。女子會在這天跳板舞、盪鞦韆、用菖蒲水洗頭，又有進行假面舞剧、韩式摔跤、跆拳比赛等活動。而在江陵，傳統上稱呼端午節為「水瀨日」（수릿날）。韓國在端午日這天在江原道江陵市所舉辦大規模巫教祭儀、山神祭與等一系列結合巫俗、儒道教地祝祭活動江陵端午祭，由於保留了大量的原始信仰、民俗遺風與傳統文化，在2005年被列入聯合國教科文組織非物质文化遗产。

### 日本列島

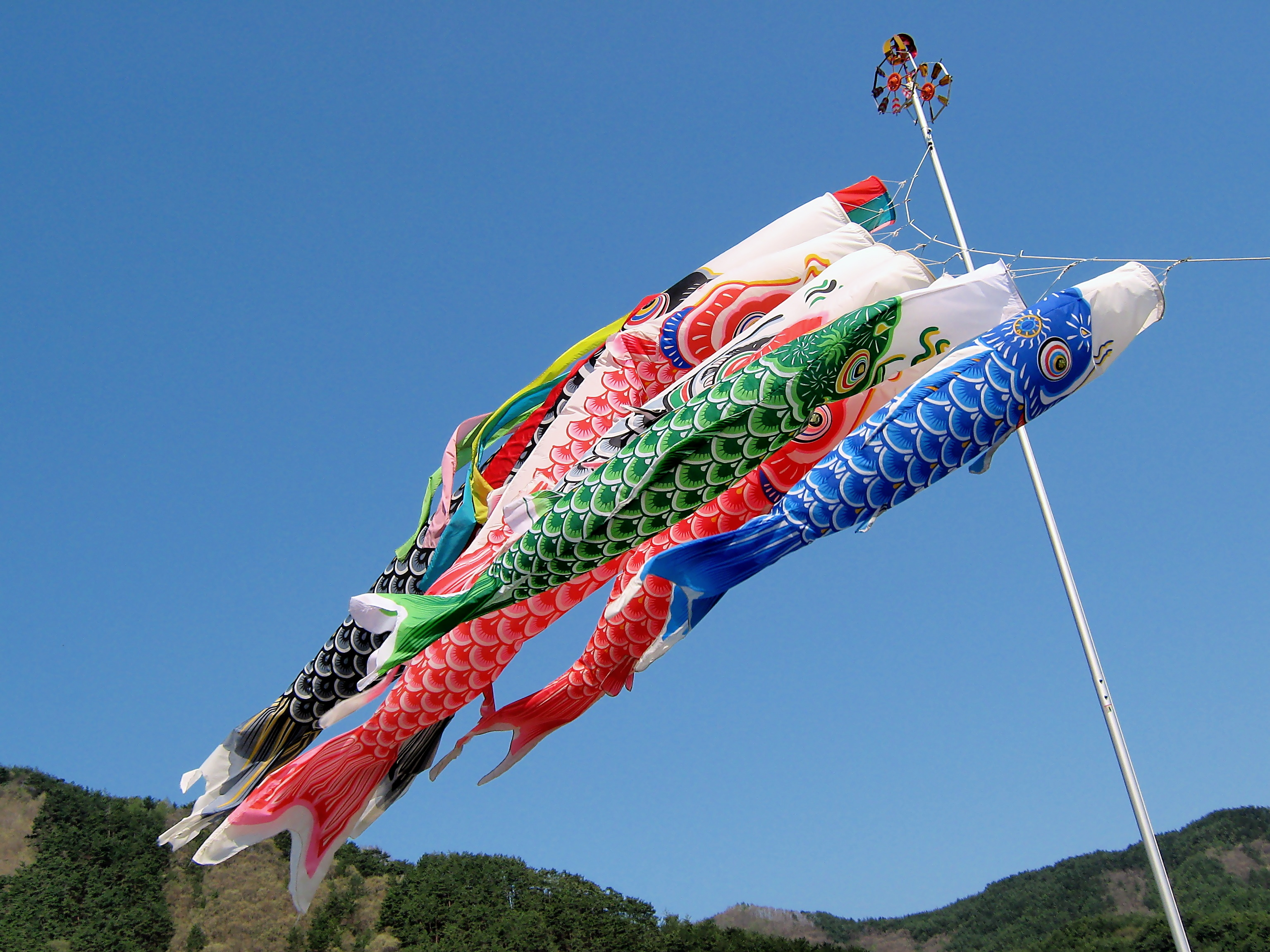
日本在端午節掛鯉魚旗

日本端午節在明治維新之後從農曆的五月初五日改為每年阳历5月5日。由於在日语中“菖蒲”和“尚武”是谐音，因此日本端午节又渐渐地变成了男孩子的节日。这一天也是日本的兒童日（男孩節），為國定假日。这一天，有男孩子的家庭要掛鯉魚旗，竖鲤鱼旗是希望孩子像鲤鱼那样健康成长，有中国“鯉躍龍門”的意思。从下面看鲤鱼旗，浮现在蓝天下的鲤鱼很像在水中健壮地游。這是中國端午節沒有的習慣。會食用日本粽和柏餅。

### 琉球群島
琉球群島的端午節有划龙舟习俗，並會在家裡張貼一種叫「矢数」的紙人形作辟邪之用，有女兒的家庭會擺放紙雛箱，即一個載有紙人形的紙箱，還會擺放龍舟模形和一些穿著琉裝、彈三線、打鼓、跳琉球傳統舞蹈的土人形。會食用琉球餑餑（ポーポー，一種黑糖菓子）、琉球煎餅（チンピン）等。

### 越南
越南端午節的歷史可以追溯到西元1200年左右。對大部份越南人來說，他們對屈原的故事感到陌生。對他們而言，五月初五是「殺蟲節」。因為五月初五為季節轉換的時候，容易引起疾病，因此就要想辦法除掉。在越南傳統社會將端午節定義為「殺蟲節」，理由和其他國家大同小異，也是因為天氣溽熱，各種蚊蟲逐漸現形，為維護家中大大小小的健康，一定得消滅可能帶來疾病的害蟲。除了忙著除害蟲之外，越南人在這天也會準備好糯米酒和水果祭拜祖先與神明，並遵守各種習俗，如：不可坐在門檻、染手指或腳趾、用莞荽洗澡、打樹結果、午時採藥、懸艾灸以驅邪等習俗，有些地方還有拜訪親友、喝黑豆湯等習俗。當然，歷史流變也漸漸改變了這些習俗與觀念，端午節在現代的越南人心中仍占有一席之地，駐胡志明市臺北經濟文化辦事處也將端午節列入越南傳統節日之一。

## 公眾假期
在臺灣，端午节当天放假一天，並自2015年起，若遇週六則於前一個上班日補假，若遇週日則於次一個上班日補假。若與週休假日僅相隔一工作日者，則該工作日調為假日，並擇另一星期六補班補課。
中國大陸在2008年开始将端午節列為法定假日，如当天与周六周日重合，则在下周一补休一天。
香港特別行政區和澳門特別行政區端午節為公眾假期，如與周日重合，則在下周一補假一天。
日本（公历5月5日，称为“兒童之日”）、大韓民國、朝鮮民主主義人民共和國亦把端午節列為公眾假期。

## 文學

### 詩詞

#### 唐·盧肇《競渡詩》
石溪久住思端午，館驛樓前看發機。鼙鼓動時雷隱隱，獸頭凌處雪微微。
衝波突出人齊譀，躍浪爭先鳥退飛。向道是龍剛不信，果然奪得錦標歸。

#### 宋·陸游 《乙卯重五詩》
重五山村好，榴花忽已繁。糉包分兩髻，艾束著危冠。舊俗方儲藥，羸軀亦點丹。日斜吾事畢，一笑向杯盤。
此詩介紹了端午節插艾蒿、儲藥、吃粽子等習俗。

#### 宋·李之儀 《南鄉子·端午》
小雨溼黃昏。重午佳辰獨掩門。巢燕引雛渾去盡，銷魂。空向樑間覓宿痕。
客舍宛如村。好事無人載一樽。唯有鶯聲知此恨，殷勤。恰似當時枕上聞。

## 申遗风波
2005年11月，韩国的江陵端午祭被联合国教科文组织的《人类非物质文化遗产代表作名录》所認定（第三批）。此事发生后，端午祭的本源地中国的一些媒体及团体开始对「以韓国起源的节日的名义在無形文化遺産登錄」等进行强烈的反驳。然而，這只是一則在中國大陸媒體中被廣為散布的謠言。实际上，在人类非物质文化遗产宣言以及名表中皆找不到「端午的起源在韓国」的主張。另外，也有报道称「韓国在申请江陵端午祭之际，曾说明过『（端午祭）本是中国的节日。传入韓国後已经历经了1500多年』。」。其实在代表作宣言的5个月前，中国也出现过「湖北省的江陵端午祭与韓国的江陵端午祭共同登錄世界文化遺產」的呼声，而韓国学界则以「中国的江陵端午祭与韓国的江陵端午祭仅仅名称相同，而实际内容则完全不同」为理由进行反驳。

## 外部連結

### 論文
- 刘晓峰：〈节俗如何结构了特殊的文化空间——从端午节俗间的内在逻辑联系谈起 （页面存档备份，存于）〉。
- 刘晓峰：〈端午节与水神信仰——保存于日本典籍中有关端午节起源的一则重要史料 （页面存档备份，存于）〉。
- 刘晓峰：〈端午节与东亚地域文化整合 （页面存档备份，存于）〉。
- 陳熙遠：〈競渡中的社會與國家──明清節慶文化中的地域認同、民間動員與官方調控 （页面存档备份，存于）〉。

### 網站
- 端午节习俗 （页面存档备份，存于）
- 端午节由来与传说 （页面存档备份，存于）
- 端午節
- 仲夏的盛典——端午節
- 中國傳統節日——端午節